# Życie
Pojęcie „życie” (gr. βίος, bios, stąd – biologia) nie ma dotąd ogólnie przyjętej, uniwersalnej definicji . W różnych dziedzinach nauki różne są zadania, do których definicja życia jest potrzebna, różne aspekty uważane są za ważniejsze, inna jest tradycja podejścia do tego zagadnienia. Różni badacze w różny sposób określają zbiory tego, co uważają za żywe i do których dopasowują definicje. Z tego powodu trudno spodziewać się, że jedna definicja zaspokoi oczekiwania wszystkich. Poniżej głównym odniesieniem konstrukcji tego artykułu jest perspektywa biologiczna, ale dyskusja toczy się także wśród fizyków, chemików  i filozofów, a obecnie coraz silniej widoczne jest odniesienie do informacji i sieci złożonych. Dyskutanci nie ograniczają się tylko do swojej dziedziny – próbują zbudować konsensus, ale perspektywy istotnie wpływają na propozycje.
W większości podejść głównym celem jest określenie obiektu żywego, co potrzebne jest głównie w astrobiologii i badaniu biogenezy    ale też w określeniu tworów życia sztucznego. Jednak niewątpliwie życie jest procesem i powstaje problem, co jest pierwotne – proces czy obiekt, które należy definiować najpierw. Uzyskanie z definicji procesu życia definicji obiektu żywego jest zwane operacjonalizacją, ale nie jest pewne, czy z dobrej definicji procesu da się uzyskać dobrą definicję obiektu żywego. Głównym celem definiowania procesu życia jest zrozumienie istoty jego odrębności od innych procesów, niekoniecznie jednak ta granica jest ostra, szczególnie w procesie biogenezy, raczej wyłania się stopniowo. 

## Perspektywa biologiczna

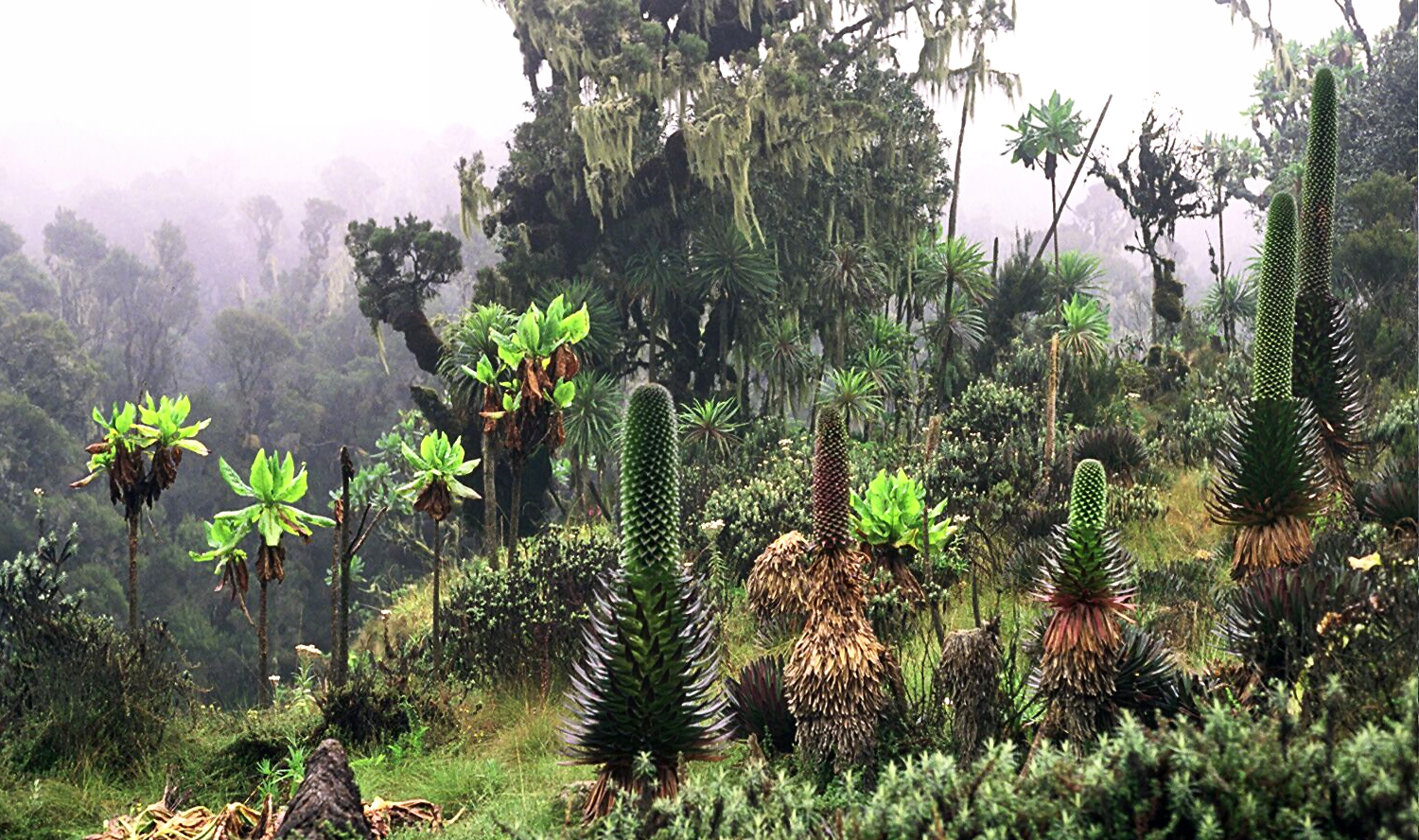
Rośliny w górach Ruwenzori (Uganda)

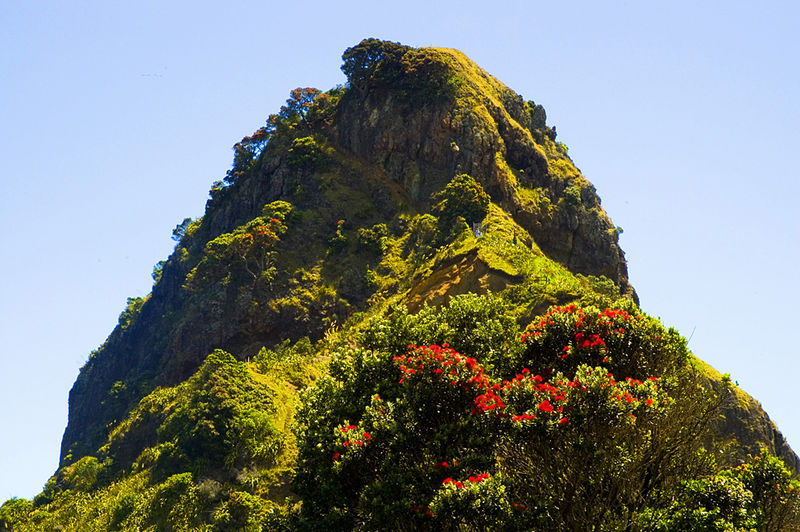
Życie roślinne (Waitakere Ranges)

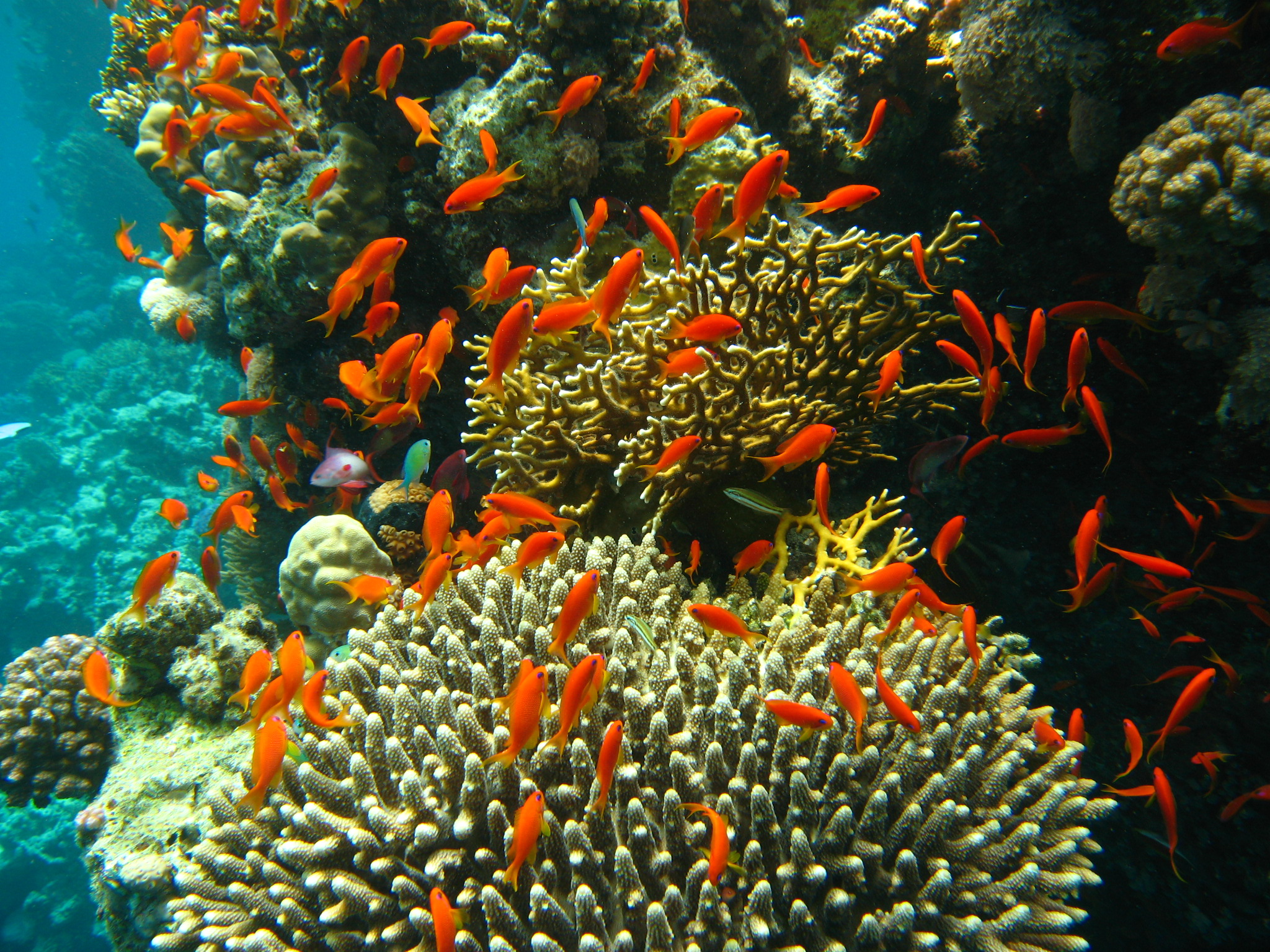
Podwodny świat Morza Czerwonego

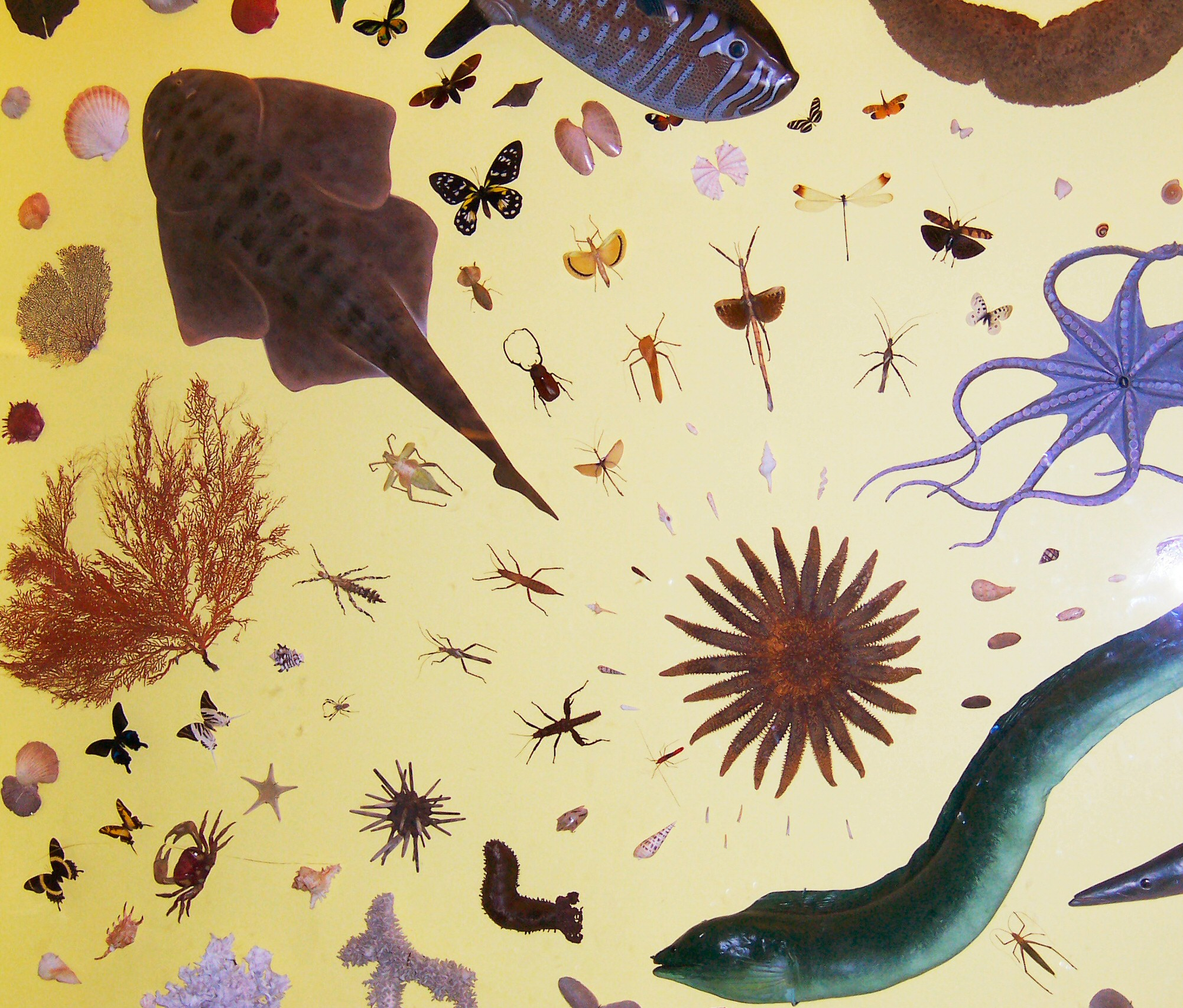
Życie cechuje symetria

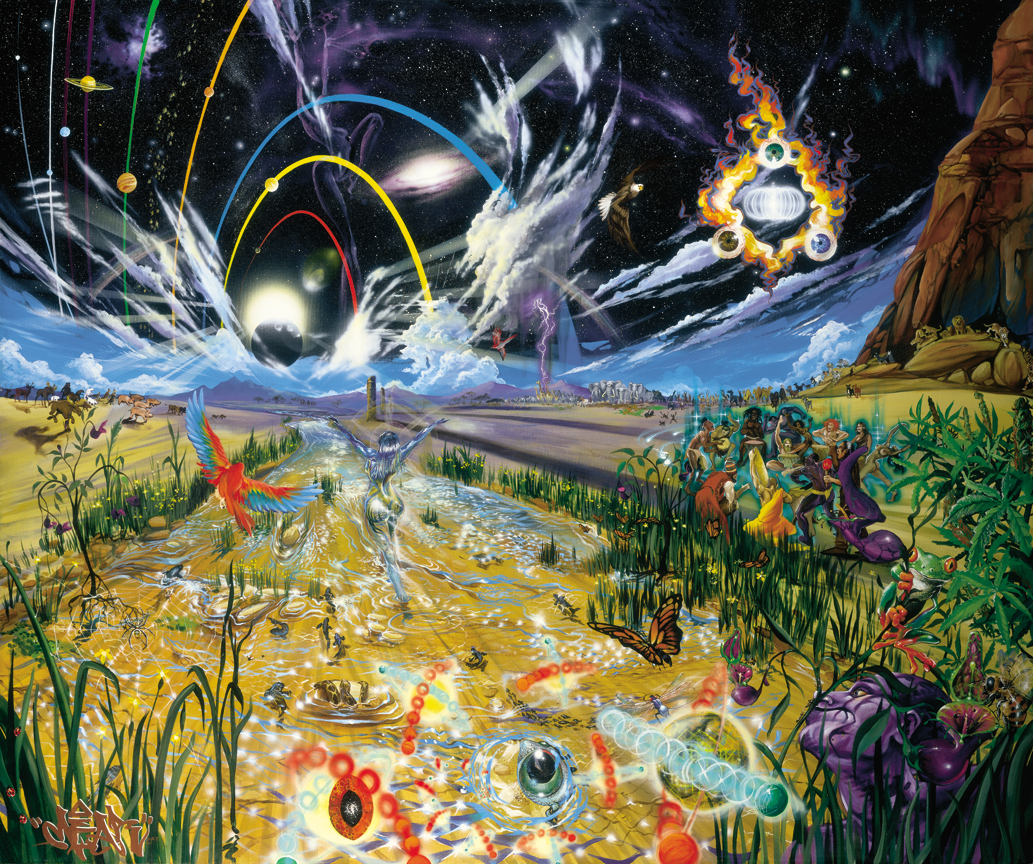
Artystyczna wizja życia na Ziemi (Gaja)

Życie (gr. βίος, bios) w biologii ma dwie, związane ze sobą definicje:
1. zespół procesów życiowych – swoistych, wysoko zorganizowanych funkcjonalnie (w cykle i sieci), przemian fizycznych i reakcji chemicznych, zachodzących w otwartych termodynamicznie, wyodrębnionych z otoczenia układach fizycznych (zawierających zawsze kwasy nukleinowe i białka, według stanu współczesnej wiedzy), zbudowanych morfologicznie (o hierarchicznej strukturze), składających się z jednej lub wielu komórek (organizmach, osobnikach) oraz swoistych zjawisk biologicznych, zachodzących z udziałem tych organizmów – istniejący na Ziemi, a być może też na innych planetach[11][12]
2. właściwość pewnych układów fizycznych (→ organizmów), w których zachodzą procesy życiowe[13][14][15].

W ciągu historii powstało wiele teorii nawiązujących do życia, m.in. materializm, hilemorfizm i witalizm. Do dziś nie ma jednej, uznanej przez większość definicji życia.
Najmniejszą jednostką życia jest organizm. Organizmy mogą składać się z jednej lub więcej komórek, przechodzą metabolizm, utrzymują homeostazę, mogą rosnąć, reagują na bodźce, rozmnażają się (płciowo lub bezpłciowo), oraz, drogą ewolucji, dopasowują się do otaczającego ich środowiska w ciągu kolejnych pokoleń. W biosferze Ziemi można znaleźć wiele różnorodnych organizmów, których życie opiera się na węglu oraz wodzie. Organizmy dzielą się m.in. na rośliny, zwierzęta, grzyby, protisty, archeony i bakterie. Kryteria życia w niektórych przypadkach bywają niejednoznaczne, w związku z czym, w zależności od źródła, stworzenia takie jak wirusy, wiroidy czy sztuczne życie są niezaliczane do organizmów żywych.
Abiogeneza to naturalny proces życiowy zachodzący w materii nieżyjącej, np. w związkach organicznych. Wiek Ziemi wynosi ok. 4,54 mld lat, jednak najstarsze formy życia ziemskiego powstały co najmniej 3,5 mld lat temu w eoarchaiku, kiedy twardniała skorupa ziemska. Najstarszym fizycznym świadectwem istnienia życia na Ziemi jest biogenny grafit pobrany ze skał metaosadowych powstałych 3,7 mld lat temu w zachodniej Grenlandii oraz skamieniałości maty drobnoustrojowej (ang. microbial mat) znalezionej w piaskowcu w zachodniej Australii. Wiele teorii, takich jak np. Wielkie Bombardowanie, sugeruje, że życie na Ziemi mogło istnieć jeszcze wcześniej. Odwołując się do badań z 2015 roku, życie na Ziemi mogło istnieć 4,1 mld lat temu; odwołując się jednak do innych badań, mogło istnieć już 4,25 mld lat temu, lub nawet 4,4 mld lat temu. Według jednego z badaczy, „jeśli życie na Ziemi powstało wystarczająco szybko, to może ono być powszechne we wszechświecie”.
Mechanizm, dzięki któremu powstało życie na Ziemi, pozostaje nieznany, chociaż powstało wiele dotyczących go hipotez. Życie, od czasu jego powstania, rozwinęło się w wielu formach, które zostały sklasyfikowane i podzielone na jednostki zwane taksonami. Organizmy żywe mogą żyć i prosperować w wielu warunkach. Mimo to, szacuje się, że spośród 5 mld gatunków zamieszkujących Ziemię w ciągu całej jej historii, wyginęło ok. 99% gatunków. Szacuje się, że liczba obecnie żyjących na Ziemi gatunków wynosi 10–14 mln, z czego do tej pory zostało udokumentowanych 1,9 mln.
Odwołując się do hipotezy panspermii, życie mikroskopijne – rozprowadzone przez meteoryty, planetoidy i inne małe ciała Układu Słonecznego – może istnieć również w innych miejscach we Wszechświecie. Mimo że znane jest nam jedynie życie istniejące na Ziemi, jest możliwe, że istnieje również życie pozaziemskie. Projekty naukowe, takie jak SETI, poszukują sygnałów radiowych w przestrzeni kosmicznej, które mogły zostać wysłane przez pozaziemskie cywilizacje.

## Definicja
Próby określenia, czym jest życie, podjęto m.in., ponieważ definicja życia jest niezbędna w badaniach nad powstaniem życia i w rozważaniach nad ewentualnym życiem pozaziemskim (w egzobiologii).
Jednoznaczne zdefiniowanie życia jest wyzwaniem dla naukowców i filozofów. Jest to trudne, ponieważ po części życie jest procesem, a nie czystą substancją, a ten proces niekoniecznie ma ostrą granicę, raczej wyłania się stopniowo. Definicja życia musi być wystarczająco ogólnikowa, aby obejmować zarówno wszystkie znane nam istniejące formy życia, jak i pozaziemskie formy życia, odmienne od tych zamieszkujących Ziemię.

### Cechy życia
Początkowo życie określane było tylko opisowo poprzez wymienienie cech, które autor uważał za najważniejsze i dostatecznie wyróżniające to, co chciał uznać za życie lub żywe. Wśród tych cech były przede wszystkim:.
1. Homeostaza – zdolność regulacji środowiska wewnętrznego w taki sposób, aby utrzymywać jego parametry przy stałych wartościach; dla przykładu temperatura naszego ciała jest zmniejszana przez pocenie oraz stężenie elektrolitów.
2. Hierarchia – składanie się z jednej lub więcej komórek – podstawowych jednostek życia.
3. Metabolizm – przemiana energii poprzez przeistoczenie substancji chemicznych i energii na składniki komórkowe (anabolizm) oraz rozpad materii organicznej (katabolizm). Istoty żywe potrzebują energii do utrzymywania stałych wartości środowiska wewnętrznego (homeostaza) oraz tworzenia innych zjawisk związanych z życiem[41].
4. Wzrost – utrzymywanie wartości anabolizmu na wyższym poziomie niż wartość katabolizmu. U rozwijającego się organizmu powiększa się każda jego część.
5. Adaptacja – umiejętność przystosowania się organizmu do nowych warunków z upływem czasu. Jest podstawą procesu ewolucji; jest regulowany przez dziedziczenie i dietę organizmu, a także czynniki zewnętrzne.
6. Reakcja na bodźce – może przybierać wiele form, od kontrakcji organizmu jednokomórkowego po kontakcie z zewnętrzną substancją chemiczną do ciągu reakcji obejmujących wszystkie zmysły organizmu wielokomórkowego. Odpowiedź ta jest wyrażana w postaci ruchu; np. liście roślin rosnące w kierunku światła (fototropizm) oraz chemotaksja.
7. Rozmnażanie – umiejętność wytwarzania nowych jednostek życiowych: bezpłciowo, przez jeden organizm rodzicielski, lub płciowo przez dwa organizmy rodzicielskie[44][45].
8. Składowanie informacji – posiadanie informacji o organizmie, która steruje jego funkcjami życiowymi[46].

Te złożone procesy zwane są funkcjami fizjologicznymi.

### Osiem cech życia Tibora Gánti
Tibor Gánti zaproponował następujący zbiór warunków, które powinien spełniać system, by uznać go za organizm żywy:

#### Cechy konieczne
Cechy konieczne, by dany obiekt uznać za żywy:
1. jest wyodrębniony ze świata zewnętrznego
2. posiada metabolizm
3. jest wewnętrznie stabilny, innymi słowy cechuje go homeostaza
4. posiada podsystem przechowywania i przetwarzania informacji, użyteczny dla reszty systemu
5. procesy wewnątrz systemu żywego są regulowane

#### Cechy potencjalne
Cechy które nie są konieczne by system uznać za żywy, ale konieczne by zachodził proces życia na większą skalę
1. obiekt żywy musi mieć zdolność do wzrostu i rozmnażania
2. w replikacji musi zachodzić zmienność (warunek ewolucji)
3. obiekt musi być śmiertelny.

Cechy konieczne definiują organizm żywy jako autonomiczną strukturę, cechy potencjalne zaś odpowiadają redukcjonistycznej definicji życia, dotyczą więc procesu życia.

### Alternatywy
Aby odzwierciedlić minimalną ilość potrzebnych zjawisk, zaproponowano szereg innych biologicznych definicji życia, z których wiele opiera się na układach chemicznych. Biofizycy spostrzegli, że istoty żywe polegają na negentropii (negatywnej entropii). Innymi słowy, procesy życiowe mogą być postrzegane jako „opóźnienie” spontanicznej dyfuzji lub dyspersji wewnętrznej energii cząsteczek biologicznych. Bardziej szczegółowo, odwołując się do fizyków takich jak John Desmond Bernal, Erwin Schrödinger, Eugene Wigner czy John Scales Avery, życie należy do grupy zjawisk, które są układami otwartymi lub ciągłymi, potrafiących zmniejszać swoją wewnętrzną entropię kosztem substancji lub energii swobodnej pobieranej ze środowiska, która ostatecznie zostaje odrzucona w rozłożonej formie. Na wyższym szczeblu, istoty żywe są układami termodynamicznymi posiadającymi zorganizowaną strukturę molekularną. To oznacza, że życie jest materią, która może się rozmnażać i ewoluować w celu przetrwania. Stąd życie jest samowystarczalnym układem chemicznym funkcjonującym tak, jak opisuje to teoria Darwina.
Inni przyjmują punkt widzenia, który nie do końca jest zależny od chemii molekularnej. Jedna z definicji życia mówi, że istoty żywe są samozorganizowane i autopoietyczne (samowytwarzające się). Jedną z wersji tej definicji jest wersja Stuarta Kaffmana, mówiąca o autonomicznym agencie lub systemie wieloagentowym potrafiącym kopiować siebie lub innych oraz wykonać co najmniej jeden obieg termodynamiczny.

## Definicje życia jako zjawiska
Za najważniejsze cechy „życia jakie znamy” (z perspektywy biologicznej, chemicznej i fizycznej) uważane są: ciągła wymiana materii i energii między żywym organizmem a jego otoczeniem, z utrzymywaniem homeostazy, oraz zdolność do replikacji, powielania się, czy też rozmnażania i dziedziczenia cech. Do podtrzymywania wymiany energii z otoczeniem konieczny jest stały wkład wysiłku ze strony organizmu. Zatem życie to: zespół wzajemnie się podtrzymujących procesów metabolicznych zachodzących w organizmie żywym lub jego poszczególnych częściach. Istotną cechą życia, wywodzącą się z natury procesów metabolicznych, jest zdolność organizmów żywych do utrzymania wyższego poziomu uporządkowania, a więc niższej entropii niż otoczenie, kosztem zużycia energii.
Podział definicji w zależności od poziomu: najwyższy – definiowanie życia jako globalnego fenomenu, niższy – definiowanie jednostki żywej; oraz najniższy – rozróżnienie między jednostką żywą a martwą został także zaproponowany i odpowiednio sformułowany jako Kontinuum samopodtrzymującej się informacji dla życia jako zjawiska, oddzielny element kontiunuum samopodtrzymującej się informacji dla organizmu żywego oraz funkcjonalny, oddzielny element kontinuum samopodtrzymującej się informacji dla rozróżnienia między życiem i śmiercią.
Różne mogą być podziały definicji życia, dyskusja się toczy i zmieniają się przyjmowane kryteria, przybywa całkiem nowych ujęć, poniżej pokazany jest jeden z nich.

### Redukcjonistyczna
Życie to system albo zbiór elementów zdolnych do ewolucji w sensie biologicznym.
Definicja ta faworyzowana jest przez niektórych badaczy sztucznego życia i niektórych redukcjonistów (np. Richard Dawkins). Zarzuca się jej jednak, że jest zbyt szeroka. Obejmuje np. replikujące się programy komputerowe (patrz system Tierra).
Próbą zawężenia jest definicja w postaci: życie to zbiór autonomicznych replikatorów zdolnych do ewolucji.
W przypadku życia na Ziemi rolę autonomicznych replikatorów spełniają organizmy żywe, zaś podlegają ewolucji dzięki niedoskonałej replikacji.
Definicja ta jednak w rzeczywistości nie rozwiązuje problemu ortodoksyjnych biologów, ponieważ programy z systemu Tierra są autonomicznymi replikatorami (zasiedlającymi system Tierra, podobnie jak organizmy żywe sensu stricto zasiedlają naszą planetę). Aby ich usatysfakcjonować, należałoby wprowadzić do definicji warunek materialności replikatorów. W dalszym ciągu jednak problemem pozostanie wówczas uznanie za żywą maszyny zdolnej do wykonania swojej względnie dokładnej kopii.
Z kolei niektórzy badacze sztucznego życia używają odrobinę precyzyjniejszej definicji: Życie to dynamiczne, samoorganizujące się struktury, zdolne do samopowielania się i ewolucji. Różnica polega na wprowadzeniu wymogu dynamicznego samopowielania się struktury – odbiera to większości z obiektów zainteresowań badaczy sztucznego życia (jak algorytmy ewolucyjne czy różne odmiany Game of Life) status żywych.

### Cybernetyczna
Życie to system sprzężeń zwrotnych ujemnych podporządkowanych nadrzędnemu sprzężeniu zwrotnemu dodatniemu. Taka cybernetyczna definicja życia została zaproponowana przez Polaka, Bernarda Korzeniewskiego.

### Termodynamiczna
Życie to złożona struktura dyssypatywna, mająca zdolność miejscowego odwracania wzrostu entropii.
Amerykański fizyk teoretyczny Lee Smolin, zdefiniował w kategoriach termodynamicznych życie jako samoorganizujący system nierównowagowy, którego procesami rządzi program, przechowywany w postaci symbolicznej (informacja genetyczna), zdolny do reprodukcji, włącznie z tym programem.

### Z punktu widzenia teorii informacji
Życie to kontinuum samopodtrzymującej się informacji. Zgodnie z tą definicją jednostki (organizmy) żywe mają cechy swoistego systemu, sterowanego przez informację i przetwarzającego informację, wykorzystywania i przekazywania zawartej w nim informacji semantycznej.

### Spojrzenie bardziej ścisłe i bardziej współczesne
Ostatnio nabiera znaczenia podział na dwa główne podejścia: autopoietyczne  i darwinowskie. Oba te podejścia wyróżniają się szerszymi podstawami teoretycznymi, doceniają znaczenie procesu. Najszerzej przyjmowana definicja, stosowana przez NASA w temacie astrobiologii, to definicja podana głównie przez Joyce  : „życie jest samo-podtrzymującym się systemem chemicznym, zdolnym do podlegania darwinowskiej ewolucji”   jest typu darwinowskiego, ale rozbudowana o wymóg budulca chemicznego i nawiązanie do koncepcji autopoietyczne.  Od czasu jej sformułowania wielu usiłowało ją uzupełniać o nowsze koncepcje, w których zaczyna dominować aspekt informacji. Jedną z ostatnich takich prób podali Vitas i Dobovišek ,  którzy proponują: życie jest dalekim od równowagi, samopodtrzymującym się układem chemicznym, zdolnym do przetwarzania, przekształcania i gromadzenia informacji uzyskanych ze środowiska.
Ten kierunek definiowania ma służyć astrobiologii i protobiologii. Charakterystyczną cechą tych korekt jest podnoszenie aspektu metabolizmu, co zwykle prowadzi do stwierdzenia, że wirusy nie są żywe. Z założenia definicje te nie mają dotyczyć sztucznego życia.
Coraz silniej zauważa się, ze definicja życia powinna być obudowana większą teorią  , a teorie wywodzą własności z definicji. W biologii nie dąży się do teorii takiego typu jak w fizyce czy matematyce , więc ujęcia tego typu należy oddzielić od perspektywy biologiczno-chemicznej.
Tu wyróżnia się oryginalnością ujęcie Gecowa  podsumowane w książce „Szkic dedukcyjnej teorii życia” , gdzie wywiedzione są dwie spójne definicje procesu życia z uporządkowanych podstaw zbudowanych do tego teorii półchaosu i nieintencjonalnej informacji celowej. Definicje te można zaliczyć do darwinowskich, wskazują istotę życia oraz trudności ze znalezieniem definicji obiektu żywego. Obie te teorie oferują nowe perspektywy opisywanych zagadnień, bez nich podane definicje są niezrozumiałe. Pierwsza z tych definicji to: utrzymywanie się systemu w stanie półchaosu pomimo zmienności losowej. Wskazany jest mechanizm tego utrzymywania, w którym występuje rozmnażanie. Półchaos to nieznany dotąd   stan dynamicznych, deterministycznych, sieci złożonych Kauffmana, wykryty na drodze symulacji komputerowej. Jego specyficzne własności pozwalają zdefiniować naturalne kryterium tożsamości ewoluującego systemu, co także definiuje eliminację. Druga definicja to : samodzielny, długi i efektywny proces gromadzenia informacji celowej. Ta definicja w inny sposób ujmuje dawno zauważoną cechę życia jako procesu wbrew powszechnego wzrostu entropii. Wywiedzione są mechanizmy tego gromadzenia i wiele cech takiego procesu, które dobrze opisują obserwowane życie.

## Historia życia ziemskiego

### Fanerozoik
Fanerozoik to eon trwający od 541 ±1,0 miliona lat do dziś. Na fanerozoik składają się trzy ery: paleozoik, mezozoik i kenozoik. Eon ten charakteryzuje się znacznym wzrostem różnorodności biologicznej, począwszy od eksplozji kambryjskiej.

#### Era paleozoiczna
W erze paleozoicznej doszło do kilku ważnych wydarzeń związanych z życiem – można do nich zaliczyć m.in. ewolucję złożonych form życiowych, w związku z którą zamieszkujące suchy ląd organizmy zaczęły wykorzystywać tlen jako obowiązkowy produkt wymagany do oddychania. Paleozoik dzieli się na sześć okresów: kambr, ordowik, sylur, dewon, karbon i perm.
W paleozoiku miały miejsce duże zmiany geologiczne, klimatyczne i ewolucyjne. W okresie kambru miała miejsce najszybsza i najszersza dywersyfikacja życia w historii Ziemi, znana jako eksplozja kambryjska. W tym czasie rozwinęła się duża część żyjących obecnie typów, m.in. ryby, stawonogi, płazy, gady i synapsydy. Początkowo stworzenia te zamieszkiwały oceany, jednak w końcu część z nich przeniosła się na stały ląd. W późniejszej fazie paleozoiku ląd został zdominowany przez różnego rodzaju formy życiowe. Kontynenty zostały pokryte ogromnymi lasami prymitywnych roślin, których duża część przekształciła się w pokłady węgla kamiennego znajdującego się obecnie w Europie oraz wschodniej części Ameryki Północnej. W końcowej fazie epoki dominującymi organizmami stały się duże i będące na wysokim poziomie rozwoju gatunki gadów, rozwinęły się również pierwsze rośliny, które żyją do dziś – iglaste.
Era paleozoiczna zakończyła się największym masowym wymieraniem w historii Ziemi, znanym jako wymieranie permskie. Zjawisko było na tyle dotkliwe, że życie na lądzie ożywiało się przez następne 30 milionów lat; okres ten mógł być jednak krótszy w przypadku życia zamieszkującego morza.

##### Kambr

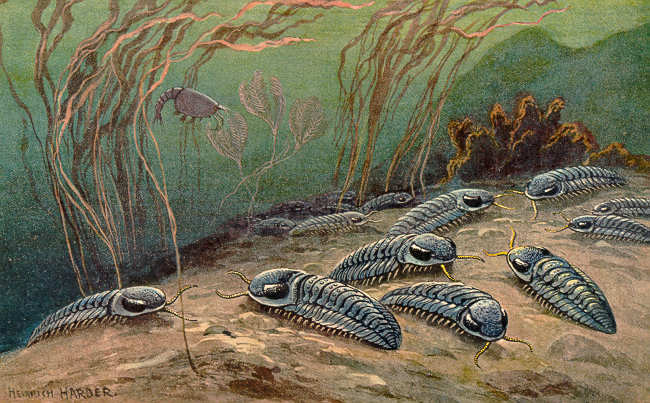
Trylobity

Okres kambru trwał od 541 ±1,0 do 485,4 ±1,9 miliona lat temu. Jest pierwszym z sześciu okresów ery paleozoicznej. W okresie kambru rozpoczęła się eksplozja kambryjska, która charakteryzuje się pojawieniem największej liczby nowych organizmów w ciągu jednego okresu. W tym czasie wykształciła się duża liczba glonów, mimo iż stawonogi stanowiły w wodzie większą część populacji. Doszło również do wykształcenia prawie wszystkich żyjących wodnych typów. W kambrze rozpoczął się rozpad superkontynentu Rodinia, z którego większa część stała się częścią superkontynentu Gondwana.

##### Ordowik

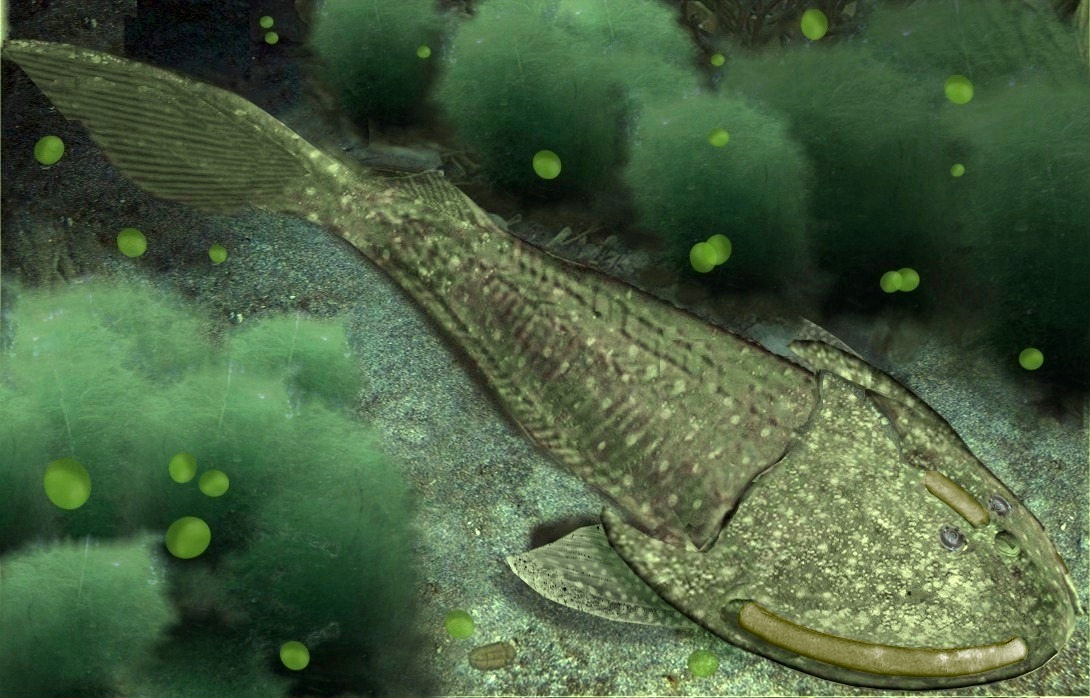
Cephalaspis

Ordowik trwał od ok. 485,4 ±1,9 do 443,8 ±1,5 miliona lat temu. W tym okresie w znacznej liczbie wykształcały się do dziś powszechne gatunki organizmów, m.in. prymitywne ryby, głowonogi i korale. Najpowszechniejszymi formami życia były jednak trylobity, ślimaki i skorupiaki. Co ważniejsze, w okresie ordowiku doszło do zakolonizowania Gondwany przez pierwsze stawonogi. W końcowej fazie ordowiku Gondwana znajdowała się na obszarze koła podbiegunowego, z kolei Ameryka Północna połączyła się z Europą, zamykając przy tym Ocean Atlantycki. Zlodowacenie Afryki doprowadziło do znacznego obniżenia poziomu morza. W wyniku zlodowacenia Ziemia całkowicie (lub prawie całkowicie) została pokryta lądolodem, a to z kolei doprowadziło do wymierania ordowickiego, podczas którego wymarło ok. 60% wodnych bezkręgowców i 25% rodzin; wymieranie to jest uważane za najwcześniejsze masowe wymieranie i drugie co do skali w historii Ziemi.

##### Sylur
Sylur trwał od ok. 443,8 ±1,5 do 419,2 ±3,2 miliona lat temu. W tym czasie zakończyło się trwające od ordowiku zlodowacenie, dzięki czemu powstały lepsze warunki dla życia na Ziemi. Rozwinęła się znaczna ilość ryb, m.in. żuchwowców, bezżuchwowców oraz pierwszych ryb słodkowodnych. Najliczniejszą grupą drapieżników pozostawały stawonogi, m.in. wielkoraki. Rozwinęły się również stworzenia żyjące wyłącznie na lądzie, takie jak grzyby, pajęczaki i pareczniki. Rozwój roślin naczyniowych pozwolił rozprzestrzenić się na stałym lądzie innym gatunkom roślin, które stały się prekursorami roślinnego życia zamieszkującego powierzchnię kuli ziemskiej. W okresie syluru Ziemia dzieliła się na cztery kontynenty: Gondwanę (Afryka, Ameryka Południowa, Australia, Antarktyda, Syberia), Laurencję (Ameryka Północna), Bałtykę (Północna Europa) i Awalonię (Zachodnia Europa). Podniesienie poziomu morza doprowadziło do rozprzestrzenienia się wielu nowych gatunków organizmów wodnych.

##### Dewon

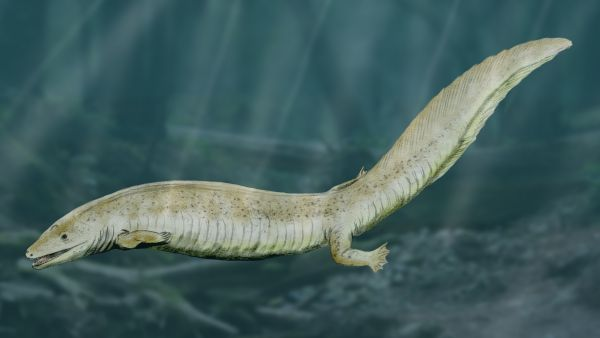
Eogyrinus

Dewon trwał od ok. 419,2 ±3,2 do 358,9 ±0,4 miliona lat temu. Okres ten charakteryzuje się dużą różnorodnością ryb, obejmującą opancerzone Dunkleosteus oraz ryby, z których ewoluowały pierwsze czworonogi. Z kolei na lądzie, w wyniku eksplozji dewońskiej, doszło do znacznego urozmaicenia gatunków roślin – rozwinęły się pierwsze drzewa i nasiona. W wyniku tego zdarzenia doszło również do urozmaicenia stawonogów. Dewon charakteryzuje się również pojawieniem się pierwszych płazów oraz znalezieniem się ryb na szczycie łańcucha pokarmowego. W końcowej fazie dewonu, w wyniku wymierania dewońskiego, wymarło 70% gatunków, co oznacza, że to zdarzenie było drugim co do skali wymieraniem w historii Ziemi.

##### Karbon

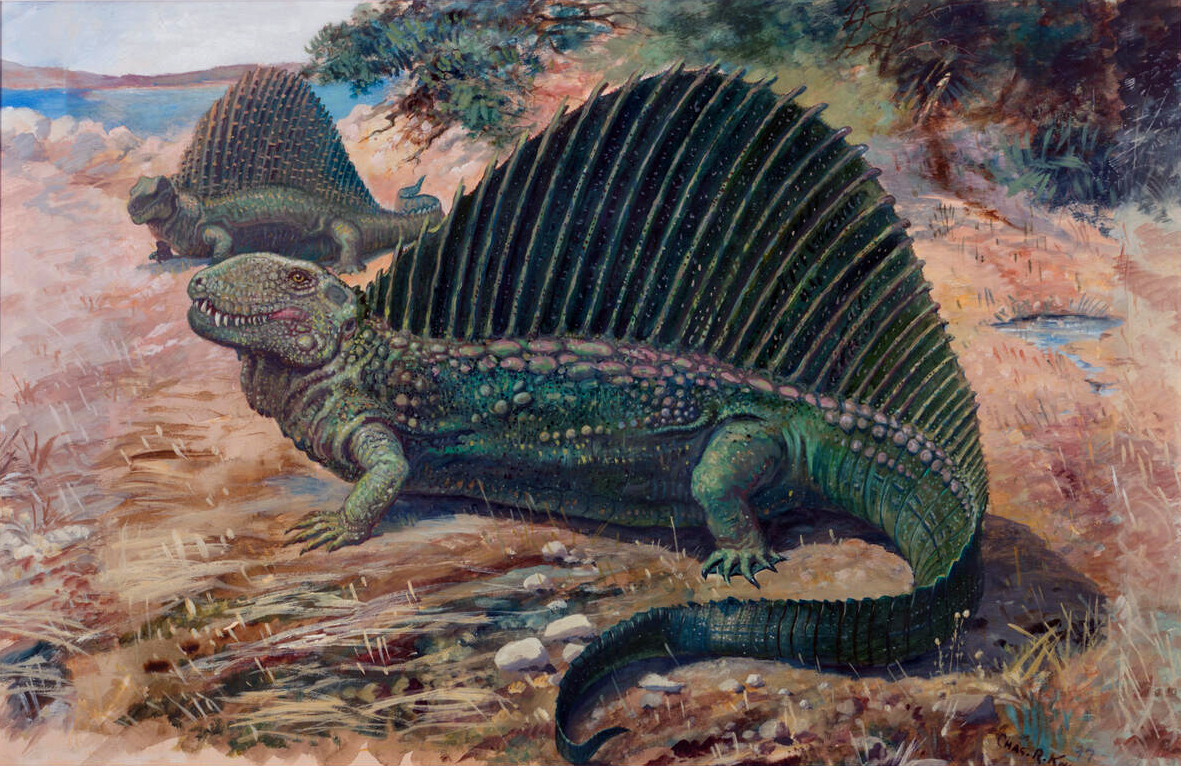
Dimetrodon

Karbon trwał od ok. 358,9 ±0,4 do 298,9 ±0,15 miliona lat temu. We wczesnej fazie karbonu średnia temperatura na Ziemi wynosiła 20 °C, jednak w jego środkowej fazie średnia temperatura spadła do ok. 10 °C. Znaczna część powierzchni Ziemi była pokryta tropikalnymi bagnami, a z żyjących w tym czasie drzew powstał używany obecnie węgiel kamienny. Prawdopodobnie największą ewolucją w tym czasie był rozwój jaj owodniowych, co pozwoliło płazom przemieścić się w głąb lądu i stać się dominującą gromadą podtypu kręgowców. Oprócz tego, na bagnach karbonu rozwinęły się pierwsze gady i synapsydy. W okresie karbonu nieustannie ochładzał się klimat, co na przełomie permu i karbonu doprowadziło do zlodowacenia Gondwany, której znaczna część w tym czasie znajdowała się na kole podbiegunowym.

##### Perm
Perm trwał od ok. 298,9 ±0,15 do 252,17 ±0,06 miliona lat temu i był ostatnim okresem paleozoiku. W początkowej fazie permu doszło do połączenia się wszystkich kontynentów, tworząc superkontynent Pangea oraz jedyny wówczas istniejący ocean Panthalassa. Ziemia w tym czasie była bardzo sucha. Klimat środkowej Pangei charakteryzował się surowymi porami roku, co było spowodowane brakiem wpływu oceanu na tę część kontynentu. Suchy klimat był dogodny dla żyjących na Ziemi drapieżników i synapsydów. Dominującymi stworzeniami zamieszkującymi Pangeę były dimetrodony i edafozaury (Edaphosaurus). W okresie permu pojawiły się pierwsze rośliny iglaste, które zdominowały krajobraz lądowy Ziemi. W końcowej fazie permu Pangea stawała się coraz bardziej sucha. Jej wewnętrzna część składała się wyłącznie z suchych pustyń zamieszkanych przez skutozaury i gorgonopsy (Gorgonopsia). Stworzenia te ostatecznie wyginęły wraz z 95% pozostałych organizmów zamieszkujących wówczas Ziemię w wyniku wymierania permskiego, będącego trzecim co do skali tego typu zdarzeniem w historii Ziemi.

#### Era mezozoiczna
Znany również jako „era dinozaurów”, mezozoik charakteryzuje się wzrostem liczby gadów, w związku z czym zdominowały one zarówno morza, jak i ląd oraz powietrze.
Termin „mezozoik” („życie środkowe”) pochodzi z języka greckiego – składa się z przedrostka meso-/μεσο („pomiędzy”), oraz zōon/ζῷον („zwierzę”, „istota żywa”). Jest jedną z trzech er geologicznych eonu fanerozoicznego, następującą po erze paleozoicznej („życie pradawne”) oraz przed erą kenozoiczną („nowe życie”).
Era rozpoczyna się w początkowej fazie wymierania permskiego, największego dobrze udokumentowanego tego typu wydarzenia mającego miejsce na Ziemi. Koniec ery mezozoicznej ma miejsce w trakcie wymierania kredowego, wyróżniającego się wymarciem nieptasich dinozaurów oraz części gatunków zwierząt i roślin. W erze mezozoiku miała miejsce znaczna aktywność tektoniczna, klimatyczna i ewolucyjna. Jednym z ważniejszych wydarzeń ery był stopniowy rozpad superkontynentu Pangea na mniejsze kontynenty, które stopniowo przemieszczały się w kierunku ich obecnych miejsc położenia. Klimat panujący w mezozoiku był zróżnicowany – następowały naprzemiennie okresy ciepła i zimna. Mimo to, ówczesna temperatura na Ziemi była wyższa niż obecnie. W triasie późnym pojawiły się nieptasie dinozaury, które w okresie jury stały się dominującymi stworzeniami lądowymi, zajmując tę pozycję przez około 135 milionów lat, po czym w końcowej fazie kredy doszło do ich wymarcia. Pierwsze ptaki pojawiły się w jurze, które ewoluowały z teropodów. W mezozoiku rozwinęły się również pierwsze ssaki, jednak ich rozmiary były stosunkowo niewielkie – przed rozpoczęciem się okresu kredy ich waga wynosiła poniżej 15 kg.

##### Trias
Trias trwał od ok. 252,17 ±0,06 do 201,3 ±0,2 miliona lat temu. Okres ten charakteryzuje się spustoszeniem, do jakiego doszło na Ziemi w wyniku wymierania permskiego. Dzieli się na trzy główne epoki: trias wczesny, trias środkowy i trias późny.
Trias wczesny trwał od 252,17 ±0,06 do 247,2 miliona lat temu. Krajobraz panujący wówczas na Ziemi zdominowany był przez pustynie Pangei. Najliczniejszymi stworzeniami były lystrozaury, labiryntodonty, euparkerie i inne organizmy, które zdołały przeżyć wymieranie. W ciągu tego czasu rozwinęły się temnospondyle, które stały się dominującym gatunkiem w znacznej części triasu.

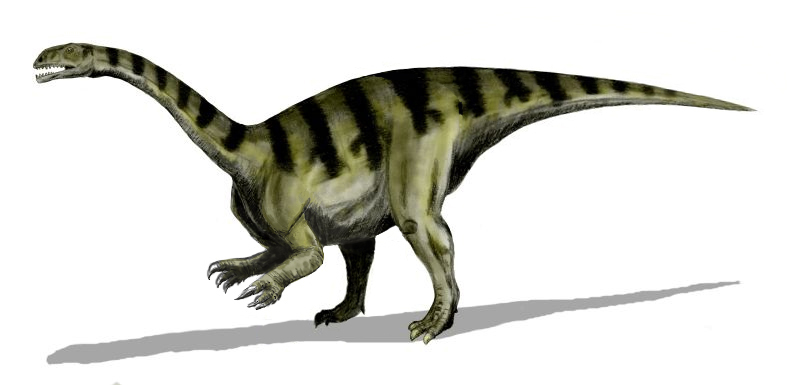
Plateozaur

Trias środkowy trwał od 247,2 do ok. 237 milionów lat temu. W tym czasie rozpoczął się rozłam Pangei oraz powstał ocean Tetyda. Ekosystem ożywił się po spustoszeniu, które dokonało się po „wielkim wymieraniu”. Do życia powróciły m.in. fitoplanktony, korale i skorupiaki, a osobniki należące do gadów zaczęły osiągać coraz większe rozmiary. Rozwinęły się nowe gatunki wodnych gadów, m.in. notozaury i ichtiozaury. Z kolei na lądzie zakwitły lasy sosnowe, pozwalając tym samym do rozwoju komarów i muszek owocowych. Pojawiły się również pierwsze krokodyle, które stały się konkurencją dla dużych płazów, dotychczas dominujących stworzeń słodkowodnych.
Trias późny trwał od ok. 237 do 201,3 ±0,2 miliona lat temu. Okres ten charakteryzuje się częstymi falami upałów oraz umiarkowanymi opadami. Ocieplenie klimatu doprowadziło do znacznego rozwoju gadów lądowych, w tym pierwszych prawdziwych dinozaurów, m.in. pterozaurów. Skutkiem zmiany klimatu było wymieranie triasowe, w wyniku którego wyginęły archozaury (z wyjątkiem krokodyli), synapsydy, 34% stworzeń wodnych oraz prawie wszystkie gatunki dużych płazów. Wymieranie triasowe było czwartym pod względem skali tego typu wydarzeniem w historii Ziemi – jego przyczyna pozostaje dyskusyjna.

##### Jura

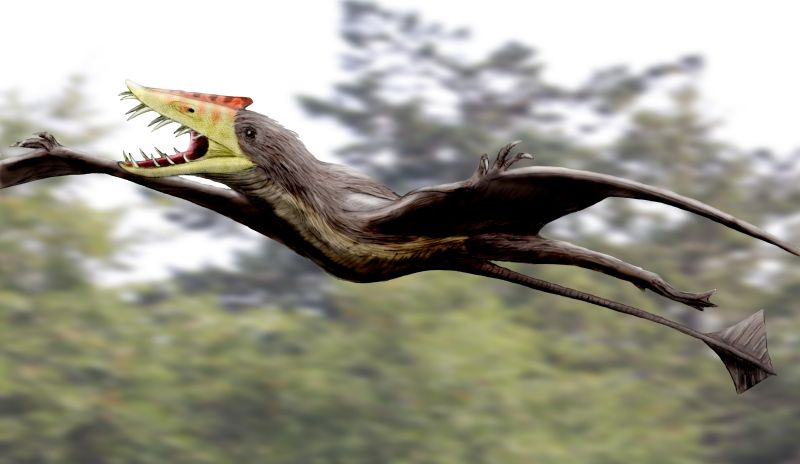
Ramforynch

Jura trwała od 201,3 ±0,2 do ok. 145 milionów lat temu. Dzieli się na trzy główne epoki: jurę wczesną, jurę środkową i jurę późną.
Jura wczesna trwała od 201,3 ±0,2 do 174,1 ±1,0 miliona lat temu. Panujący wówczas klimat był dużo bardziej wilgotny niż w okresie triasu, w związku z czym był on przeważnie tropikalny. Dominującymi stworzeniami zamieszkującymi oceany były plezjozaury, ichtiozaury i amonity, z kolei na lądzie dominowały dinozaury i inne gady – jednymi z najliczebniejszych gatunków były dilofozaury. Rozwinęły się pierwsze prawdziwe krokodyle, co niemal doprowadziło do wyginięcia dużych płazów; dalszy rozwój gadów doprowadził do ich zapanowania na Ziemi. W tym samym czasie rozwinęły się pierwsze ssaki.
Jura środkowa trwała od 174,1 ±1,0 do 163,5 ±1,0 miliona lat temu. W trakcie tej epoki zaczęły powstawać duże stada zauropodów, m.in. brachiozaurów i diplodoków, zamieszkujących ówczesne prerie pokryte paprociami. Rozwinęły się również różne gatunki drapieżników, m.in. allozaury. Środkowojurajskie lasy w dużej mierze składały się z drzew iglastych. Jednymi z liczebniejszych stworzeń oceanicznych były plezjozaury i ichtiozaury. Cechą charakterystyczną epoki jest szczytowa forma, w jakiej były gady.

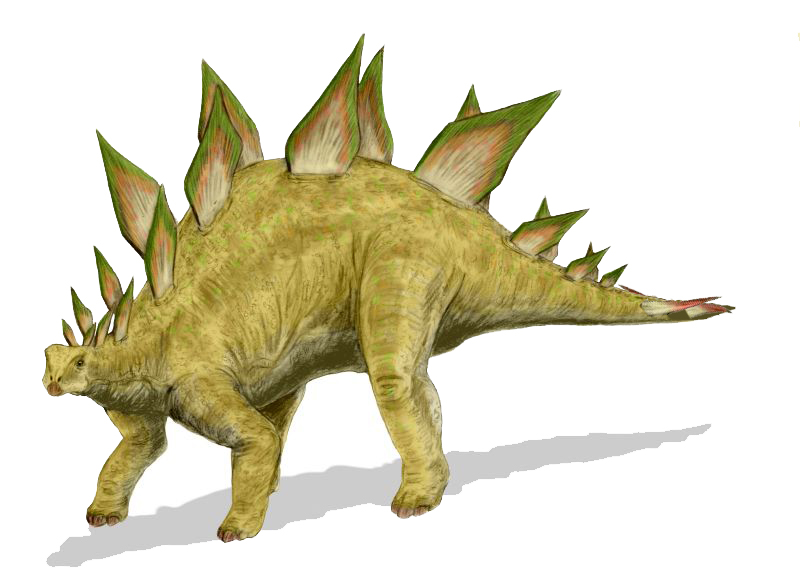
Stegosaurus stenops

Jura późna trwała od 163,5 ±1,0 do ok. 145 milionów lat temu. W tym czasie miało miejsce wymieranie jurajsko-kredowe, w wyniku którego wyginęły zauropody i ichtiozaury. Wymieranie było spowodowane podziału superkontynentu Pangea na dwa mniejsze – Laurazję i Gondwanę. Podniósł się poziom mórz, niszcząc paprociowe stepy i tworząc w ich miejscu płytkie połacie wodne. W trakcie epoki doszło do wyginięcia ichtiozaurów; przeżyła natomiast część zauropodów – niektóre zaliczające się do stworzenia, m.in. tytanozaury, wyginęły dopiero podczas wymierania kredowego. Dalszy wzrost poziomu mórz powodował stałe powiększanie się Oceanu Atlantyckiego dzielącego kontynenty – dzięki temu powstała możliwość różnicowania się dinozaurów.

##### Kreda
Kreda (znana również jako „era dinozaurów”) jest najdłuższym okresem składającym się na erę mezozoiczną. Dzieli się na dwie epoki: kredę wczesną oraz kredę późną. 

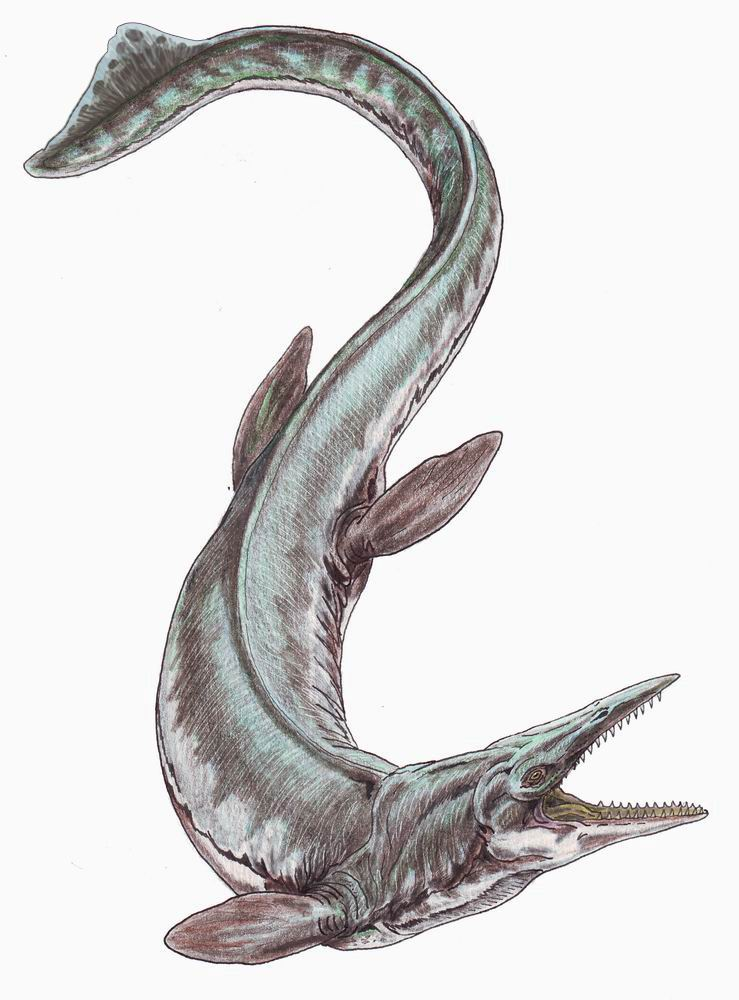
Tylozaur

Kreda wczesna trwała od ok. 145 do 100,5 miliona lat temu. W tym czasie dochodziło do powiększania się cieśnin morskich, co doprowadziło do częściowego wyginięcia zauropodów – przeżyli tylko ich przedstawiciele w Ameryce Południowej. Powstało wiele płytkich połaci wodnych, co było powodem wyginięcia ichtiozaurów. Na ich miejscu pojawiły się mozazaury, zastępując je jako główne stworzenia morskie. Rozwinęły się również eustreptospondyle, które zamieszkiwały wybrzeża oraz małe wyspy Europy. Pozostałe stworzenia, m.in. karcharodontozaury i spinozaury, zamieszkały puste przestrzenie, jakie pozostały po wymieraniu jurajsko-kredowym. Jednymi z najpowszechniejszych gatunków, jakie rozwinęły się w tym czasie, były iguanodony, które rozprzestrzeniły się na wszystkich kontynentach. Ponownie zauważalny stał się podział na pory roku – temperatura powietrza na kołach podbiegunowych spadała w okresie zimowym. Nie było to jednak przeszkodą dla lielynazaurów, które zamieszkiwały tamtejsze lasy. Inne gatunki dinozaurów, m.in. mutaburazaury, migrowały w te rejony w okresie letnim. Klimat panujący na kołach podbiegunowych nie sprzyjał krokodylom, dzięki czemu mogły mieszkać tu płazy, m.in. kulazuchy, zamieszkujące dzisiejszą południową Australię, znajdującą się wówczas na kole podbiegunowym południowym. W późniejszej fazie epoki wykształciły się nowe gatunki pterozaurów, charakteryzujące się dużymi rozmiarami, m.in. ornitocheiry, których rozpiętość skrzydeł dochodziła do 12 metrów. Do ważniejszych cech epoki można zaliczyć rozwój pierwszych prawdziwych ptaków. Ich ewolucja doprowadziła do zapoczątkowania rywalizacji z pterozaurami.
Kreda późna trwała od 100,5 do 66 milionów lat temu. Charakteryzuje się stałym spadkiem temperatury powietrza, mającym miejsce również w erze kenozoicznej, w związku z czym obszar tropików biegnący wzdłuż równika uległ zwężeniu. Inne obszary na Ziemi charakteryzowały się znacznymi zmianami klimatu między porami roku. Rozwinęły się nowe gatunki dinozaurów, które zdominowały sieć pokarmową, m.in. tyranozaury, ankylozaury, triceratopsy i hadrozaury. Epoka charakteryzuje się również stałym zmniejszaniem się populacji pterozaurów w związku z konkurencją w postaci ptaków; ostatnim wymarłym gatunkiem pterozaurów był kecalkoatl. Pojawiły się również pierwsze torbacze, będące padlinożercami zamieszkującymi lasy iglaste. Najliczebniejszymi stworzeniami wodnymi stały się mozazaury – wcześniej były nimi ichtiozaury. Rozwinęły się również duże gatunki plezjozaurów, m.in. elasmozaury. Rozwinęły się również pierwsze rośliny okrytonasienne. W końcowej fazie kredy ziemska atmosfera była zanieczyszczana przez erupcje wulkaniczne, mające miejsce m.in. w Trapach Dekanu. Uważa się, że w tym samym czasie doszło do zderzenia się meteoru z Ziemią, tworząc krater Chicxulub, tym samym doprowadzając do masowego wymierania znanego jako wymieranie kredowe. Było to piąte i ostatnie tego typu zdarzenie – w jego wyniku zginęło ok. 75% stworzeń, m.in. nieptasie dinozaury. Oprócz nich wyginęły również wszystkie inne organizmy, których waga przekraczała 10 kilogramów. Tym samym zakończyła się era dinozaurów.

#### Era kenozoiczna
Jedną z cech kenozoiku jest rozwój ssaków, który doprowadził do ich dominacji na lądzie. Era dzieli się na trzy epoki: paleogen, neogen i czwartorzęd.
Kenozoik znany jest również jako „era ssaków”, ponieważ wymarcie wielu gatunków organizmów pozwoliła im na znaczny rozwój.
We wczesnej fazie kenozoiku, po zakończeniu wymierania kredowego, planeta była zdominowana przez stosunkowo niewielkich przedstawicieli fauny, m.in. niewielkie ssaki, ptaki, gady oraz płazy. Z geologicznego punktu widzenia, ptaki i ssaki urozmaiciły się w niewielkim czasie, przede wszystkim ze względu na nieobecność gadów, które zdominowały planetę w mezozoiku. Niektórzy przedstawiciele ptaków nielotów osiągali większe rozmiary niż średniej wielkości człowiek. Ssaki zdominowały prawie każdą niszę ekologiczną (zarówno morską, jak i lądową), niekiedy osiągając rozmiary większe niż te żyjące obecnie.

##### Paleogen

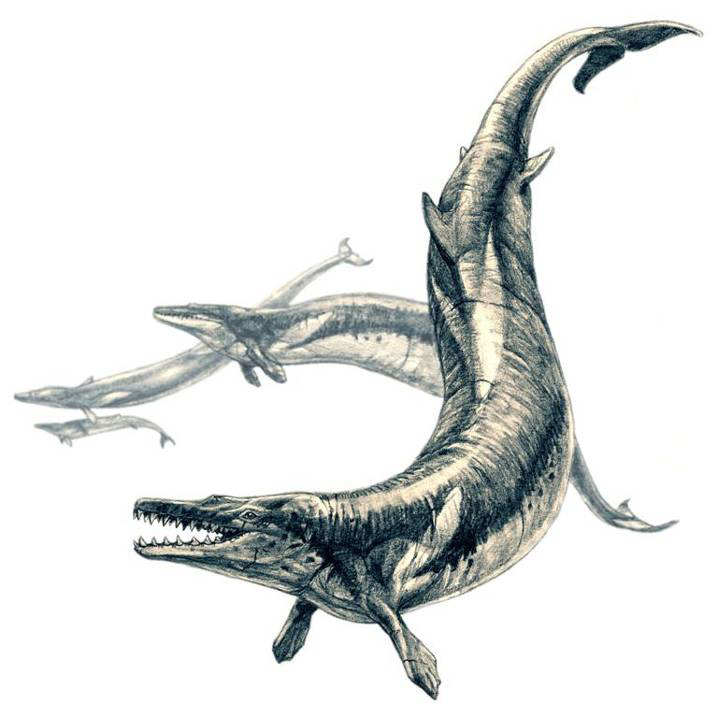
Bazylozaur

Paleogen trwał od 66 do 23,03 miliona lat temu. Dzieli się na trzy epoki: paleocen, eocen i oligocen.
Paleocen trwał od 66 do 56 milionów lat temu. Jest to okres przejściowy między wymieraniem kredowym, a rozwinięciem się bogatego środowiska tropikalnego powstałego we wczesnym eocenie. Wczesny paleocen charakteryzuje się ożywieniem ekosystemu po tym wymieraniu. Zaczął formować się obecny kształt kontynentów; nastąpił również ich ponowny podział – Afroeurazja została podzielona przez Ocean Tetydy na Afrykę i Eurazję, a Ameryka została podzielona przez Cieśninę Panamską na dwie części. Epoka ta charakteryzuje się również stałym ocieplaniem się klimatu, w związku z czym lasy tropikalne rozciągały się nawet do obszarów polarnych. Dominującymi stworzeniami morskimi były rekiny, z kolei lądowymi archaiczne ssaki, m.in. kreodonty oraz naczelne, które rozwinęły się w erze mezozoicznej. Ssaki wciąż pozostawały niewielkimi stworzeniami. Największe żyjące wówczas stworzenia ważyły poniżej 10 kilogramów.
Eocen trwał od 56 do 33,9 miliona lat temu. Masa żyjących we wczesnym eocenie stworzeń pozostawała taka sama. Do stworzeń tych należały m.in. naczelne, wieloryby, konie i inne ssaki. Na szczycie łańcucha pokarmowego znajdowały się ptaki o dużych rozmiarach, takie jak Gastornis. Eocen to jedyna epoka, w której ptaki były dominującymi stworzeniami (z pominięciem ich przodków, czyli dinozaurów). Temperatura w tym czasie wynosiła ok. 30 °C (na obszarach okołobiegunowych występowały niewielkie jej wahania). W eocenie środkowym, między Australią i Antarktydą, uformował się Prąd Wiatrów Zachodnich – jego powstanie zdezorganizowało układ prądów morskich, w związku z czym nastąpiło ochłodzenie klimatu. Doprowadziło to do skurczenia się obszarów porośniętych lasami tropikalnymi. Zmiana klimatu pozwoliła ssakom przybrać znacznie większe rozmiary, m.in. wielorybom. W tym czasie na szczycie łańcucha pokarmowego były stworzenia takie jak Andrewsarchus, z kolei dominującymi zwierzętami wodnymi stały się wieloryby, m.in. bazylozaury. W późnym eocenie ponownie pojawił się podział na pory roku, powodując rozszerzenie się obszarów pokrytych sawannami oraz ewolucję trawy.
Oligocen trwał 33,9 do 23,03 miliona lat temu. Jedną z cech epoki było rozprzestrzenianie się trawy, doprowadzając do rozwinięcia się kolejnych gatunków zwierząt, z których znaczna część żyje do dziś – są to m.in. słonie, koty, psy i torbacze. Pojawiło się również dużo nowych gatunków roślin, m.in. rośliny wiecznie zielone. Wciąż miał miejsce efekt chłodzący oraz podział na pory deszczowe oraz suche. W dalszym ciągu dochodziło również do powiększania się rozmiarów ssaków. W wydarzeniu znanym jako Grande Coupure rozwinął się również Paraceratherium, największy ssak lądowy w historii Ziemi, oraz nieparzystokopytne.

##### Neogen
Neogen trwał od 23,03 do 2,58 miliona lat temu, i jest zarazem najkrótszym okresem fanerozoiku. Dzieli się na dwie epoki: miocen oraz pliocen.
Miocen trwał od 23,03 do 5,333 milionów lat temu. W tym czasie dochodziło do dalszego rozprzestrzeniania się obszarów porośniętych trawą. W efekcie obszary te objęły znaczną część planety, tym samym zmniejszając jej zalesienie. Powstały lasy wodorostów, doprowadzając do rozwinięcia się nowych gatunków, m.in. kałanów morskich, znanych również jako wydry morskie. W tym czasie dobrze prosperowały nieparzystokopytne oraz małpy człekokształtne. Duża część lądu była wówczas jałowa i górzysta, w związku z czym główną formą żywienia wśród zwierząt był wypas. Uformowanie się Półwyspu Arabskiego doprowadziło do ostatecznego zamknięcia się Morza Tetydy, pozostawiając po sobie pozostałości w postaci Morza Czarnego, Czerwonego, Śródziemnego oraz Kaspijskiego. Ewoluowało również wiele nowych roślin – w miocenie środkowym rozwinęło się 95% współczesnych roślin nasiennych.
Pliocen trwał od 5,333 do 2,58 miliona lat temu. Okres ten cechuje się dramatycznymi zmianami klimatycznymi, które ostatecznie doprowadziły do wyewoluowania współczesnych roślin i zwierząt. Do najważniejszych wydarzeń epoki zaliczają się: ukształtowanie Panamy, akumulacja lodu na obszarach okołobiegunowych (będąca powodem przyszłego masowego wymierania), kolizja Półwyspu Indyjskiego z kontynentem azjatyckim (wskutek której powstały Himalaje), uformowanie się Appalachów i Gór Skalistych oraz wyschnięcie Morza Śródziemnego na kilka milionów lat. Rozwinęły się również australopiteki, najstarsi przodkowie człowieka. Za pomocą Przesmyku Panamskiego zwierzęta były w stanie emigrować między Ameryką Północną, a Ameryką Południową, dokonując w ten sposób spustoszenia w lokalnym środowisku ekologicznym. Zmiany klimatu doprowadziły do rozprzestrzenienia się sawann, mającego miejsce również obecnie. Kontynenty i morza ostatecznie przybrały obecny kształt, dokonując przy tym niewielkie zmiany pod względem ich położenia.

##### Czwartorzęd
Czwartorzęd trwa od 2,58 miliona lat i jest najmłodszym okresem ery kenozoicznej. Jego charakterystycznymi cechami jest obecność współczesnych zwierząt oraz znaczne zmiany klimatyczne. Dzieli się na dwie epoki: plejstocen i holocen.

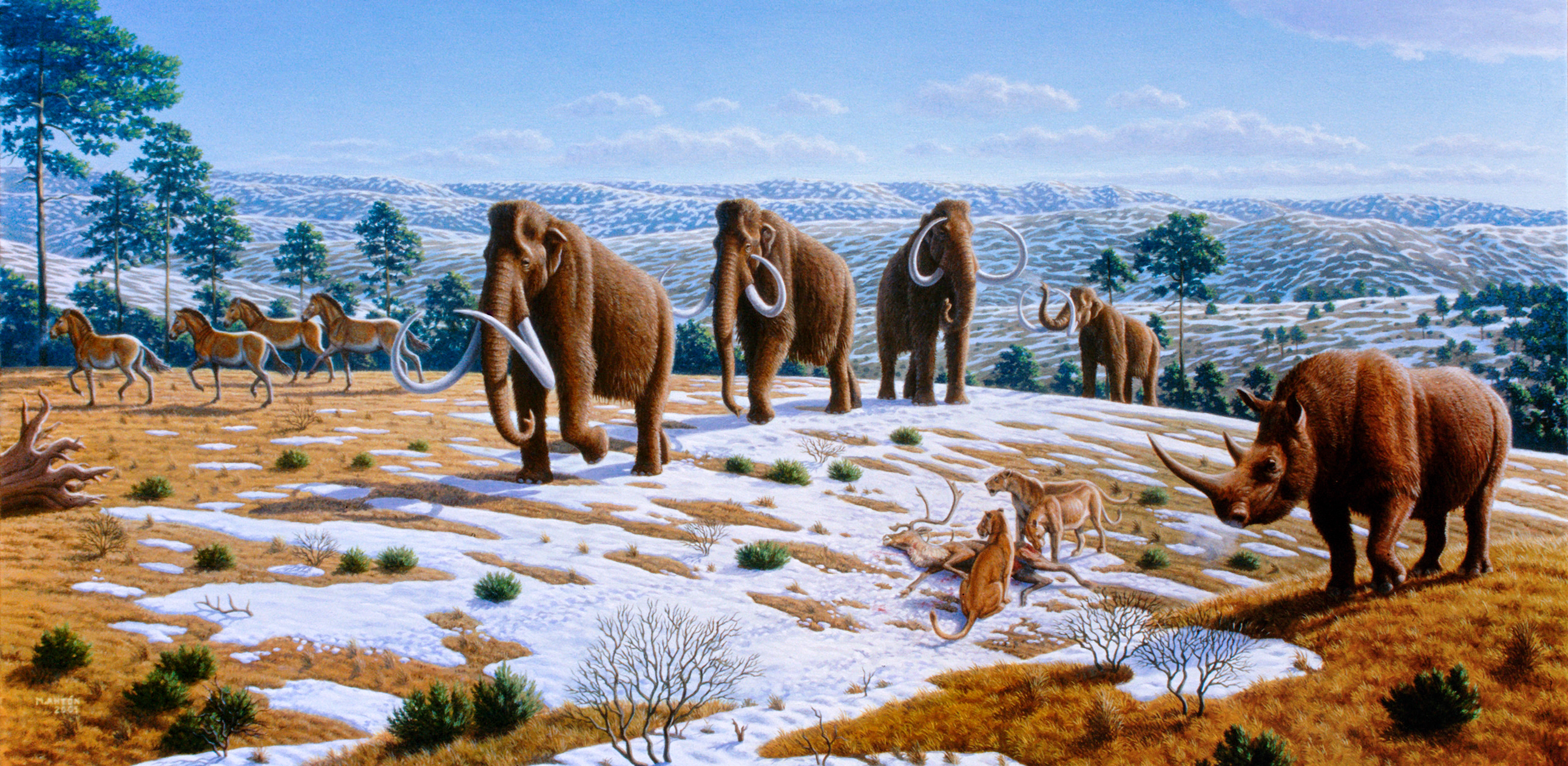
Fauna plejstocenu (m.in. mamuty, nosorożec włochaty)

Plejstocen trwał od 2,58 miliona do 11 700 lat temu. W tym czasie mają miejsce epoki lodowe, będące skutkiem globalnego ochłodzenia, które zaczęło się w eocenie środkowym. Podczas gdy lód stopniowo przemieszczał się w kierunku równika, na obszarach na północ i na południe od stref tropikalnych miały miejsce intensywne zimy, pojawiające się na przemian z łagodnymi latami. W tym samym czasie Afryka zmagała się z suszami, które doprowadziły do powstania pustyń Sahara, Namib i Kalahari. Mimo to, w trakcie epoki rozwinęły się nowe gatunki ssaków, m.in. mamuty, megaterium, Canis dirus oraz człowiek rozumny. Około 100 000 lat temu zakończyły się największe susze w historii Afryki; nastąpiła również ekspansja ludzi prymitywnych na nowe obszary. W końcowej fazie plejstocenu miało miejsce jedno z największych masowych wymierań w historii Ziemi, w wyniku którego zmarło wielu przedstawicieli ziemskiej megafauny oraz wszystkie gatunki z rodziny człowiekowatych (z wyjątkiem człowieka rozumnego). Miało to znaczny wpływ na wszystkie kontynenty, mniejszy w przypadku Afryki.
Holocen trwa od 11 700 lat. Znany jest również jako „era człowieka”. Charakteryzuje się również rozwojem człowieka, prowadzącego do uzyskania przez niego zdolności odczuwania zmysłami. Cała zapisana historia (w tym historia świata) ma swoją granicę w epoce holocenu. Aktywność człowieka jest powodem, dla którego dochodzi do stałego wymierania gatunków, trwającego od 10 000 lat p.n.e. Proces ten często jest nazywany „szóstą katastrofą”, ponieważ szacuje się, że w ciągu roku umiera ok. 140 000 gatunków.

## Teorie systemów żywych
Ideę mówiącą, że Ziemia jest żywa, można znaleźć w wielu pracach filozoficznych oraz religijnych, jednak do pierwszej naukowej dyskusji na ten temat doszło wraz ze szkockim naukowcem Jamesem Huttonem. W 1786 roku stwierdził, że Ziemia była superorganizmem, oraz że jej właściwą nauką powinna być fizjologia. Hutton jest uważany za ojca geologii, lecz jego idea żywej Ziemi została zapomniana w XIX w., kiedy panującym poglądem był redukcjonizm. Hipoteza Gai, zaproponowana w latach 60. XX w. przez naukowca Jamesa Lovelocka, sugeruje, że życie na Ziemi funkcjonuje jako jeden organizm, który określa i utrzymuje warunki środowiskowe potrzebne do przetrwania na niej.
Do pierwszej próby wytłumaczenia natury życia poprzez ogólną teorię systemów żywych (ang. general living systems theory) doszło w 1978 roku za sprawą amerykańskiego biologa Jamesa Griera Millera. Teoria ta, wyłaniając się z nauk ekologicznych i biologicznych, może próbować odwzorować ogólne zasady dotyczące tego, jak działają wszystkie systemy życiowe. Zamiast badać zachodzące zjawiska poprzez dzielenie obiektów na części składowe, ogólna teoria systemów żywych obserwuje zjawiska pod względem dynamicznych wzorów na stosunek organizmów z ich środowiskiem. W 1991 roku amerykański biolog Robert Rosen rozwinął ją, definiując system komponentowy jako „jednostkę organizacji; część posiadającą funkcję (tzn. określone powiązanie między częścią a całością)”. Za pomocą tej i innych pojęć Rosen ukształtował „relacyjną teorię systemów”, której celem jest wyjaśnienie szczególnych właściwości życia. Mianowicie, określił on „niepodzielność składowych organizmu” jako podstawową różnicę między systemami żywymi, a „maszynami biologicznymi”.
Systemowy pogląd życia (ang. systems view of life) odnosi się do środowiskowych oraz biologicznych strumieni pola jako do „wzajemności oddziaływań”. Wzajemne relacje ze środowiskiem są prawdopodobnie tak ważne do zrozumienia życia, jak w przypadku zrozumienia ekosystemów. W 1992 roku amerykański biofizyk Harold Morowitz wytłumaczył, że życie jest cechą ekosystemu, a nie pojedynczym organizmem lub gatunkiem. Dowodzi on, że ekosystemowa definicja życia jest lepsza niż jej biochemiczna oraz fizyczna wersja. Robert Ulanowicz w 2009 roku nazwał mutualizm kluczem do zrozumienia zachowania życia oraz ekosystemów.
Biologia systemów złożonych (ang. complex systems biology, CSB) to dziedzina nauki badająca złożoność organizmów z punktu widzenia teorii układów dynamicznych. Ta ostatnia często jest nazywana również biologia systemową, której celem jest zrozumienie najbardziej podstawowych aspektów życia. Biologia relacyjna, ściśle związana z biologią systemów złożonych oraz biologią systemową, skupia się głównie na zrozumieniu procesów życiowych z punktu widzenia najistotniejszych relacji oraz kategorii takich relacji, zachodzących wśród istotnych funkcjonalnych części organizmu.

## Powstanie życia na Ziemi
Wiek Ziemi wynosi ok. 4,54 mld lat. Badania sugerują, że życie na Ziemi istnieje od ok. 3,5 mld lat, przy czym szacowany wiek najstarszych fizycznych śladów życia wynosi 3,7 mld lat. Wszystkie znane formy życia ukazują podstawowe mechanizmy molekularne, odzwierciedlając swoje pochodzenie; hipotezy pochodzenia życia, opierające się na tych badaniach, starają się znaleźć mechanizm wyjaśniający proces formacji ostatniego uniwersalnego wspólnego przodka, począwszy od prostych związków organicznych, przez hipotetyczne życie przedkomórkowe, do protokomórek oraz metabolizmu.
Nie istnieje obecnie żaden konsensus naukowy co do tego, jak powstało życie, chociaż powstało wiele zaakceptowanych modelów naukowych, które opierają się na następujących badaniach:
- eksperyment Stanleya Millera oraz praca Sidneya W. Foxa udowadniające, że warunki panujące na prymitywnej Ziemi sprzyjały reakcjom chemicznym, które syntezowały aminokwasy i inne związki organiczne pochodzące z ich nieorganicznych prekursorów[116]
- fosfolipidy spontanicznie produkują dwuwarstwę lipidową, podstawową strukturę błony komórkowej

Organizmy żywe syntezują białka, będące polimerami aminokwasów, używając instrukcji zakodowanych przez kwas deoksyrybonukleinowy (DNA). Synteza białka wiąże pośrednie polimery kwasów rybonukleinowych (RNA). Jedną z możliwości tego, jak powstało życie, jest to, że jako pierwsze uformowały się geny, a po nich powstały białka; alternatywna wersja jego powstania mówi, że jako pierwsze powstały białka, a po nich uformowały się geny.
Kiedy odkryto, że zarówno geny, jak i białka, potrzebują siebie nawzajem do wyprodukowania innych genów oraz białek, naukowcy zaczęli zastanawiać się, które z nich powstało jako pierwsze. W związku z tym naukowcy przyjęli hipotezę, że z tego powodu jest mało prawdopodobne, aby geny i białka powstawały niezależnie.
Francis Crick, angielski biolog molekularny i noblista, zasugerował, że początkowo życie opierało się na RNA, posiadającym podobnie jak w przypadku DNA cechy takie jak przechowywanie informacji oraz katalityczne właściwości niektórych białek. Hipoteza ta znana jest jako „świat RNA” i jest wspierana przez obserwację mówiącą, że dużo spośród najkrytyczniejszych elementów składowych komórek (tych, które ewoluowały najwolniej) składa się w większości lub całości z RNA. Duża część krytycznych kofaktorów (Adenozyno-5′-trifosforan, acetyl-CoA, dinukleotyd nikotynoamidoadeninowy itp.) jest albo nukleotydem, albo substancją z nim związaną. Katalityczne właściwości RNA nie zostały zademonstrowane w tym samym czasie jak zaproponowana hipoteza, jednak zostały potwierdzone przez Thomasa Cecha w 1986 roku.
Z hipotezą świata RNA wiąże się problem polegający na tym, że synteza RNA prostych nieorganicznych protoplastów jest trudniejsza niż w przypadku organicznych cząsteczek. Jednym z tego powodów jest to, że prekursory DNA są bardzo stabilne i reagują z każdym innym bardzo powoli w panujących warunkach; zaproponowano hipotezę, że przed RNA organizmy żywe składały się z innych cząsteczek. Mimo to, udało się wykonać syntezę ustalonych cząsteczek RNA w warunkach, które występowały na Ziemi przed powstaniem życia, dodając w określonej kolejności alternatywne prekursory, równocześnie dodając w ciągu tej reakcji prekursor fosforanu. Dzięki temu badaniu hipoteza świata RNA staje się bardziej wiarygodna.
Znaleziska geologiczne odnalezione w 2013 roku pokazują, że reaktywne związki fosforowe (np. fosforany) występowały licznie w oceanach ok. 3,5 mld lat temu, oraz że schreibersyty łatwo reagowały z wodnym glicerolem, aby wygenerować fosforany oraz glicerolo-3-fosforany. Przyjęto hipotezę, że posiadające schreibersyt meteoryty, powstałe w Wielkim Bombardowaniu, mogły dostarczać zredukowany fosfor, który mógł reagować z prebiotycznymi cząsteczkami, tworząc fosforylowane biocząsteczki, jak RNA.
W 2009 roku miały miejsce eksperymenty demonstrujące ewolucję Darwina zachodzącą w dwukomponentowym systemie enzymów RNA (rybozymów) in vitro. Badania zostały przeprowadzone w laboratorium Geralda Joyce’a, który stwierdził, że „jest to pierwszy przykład (poza przestrzenią nauk biologicznych) ewolucyjnej adaptacji układu genetycznego cząsteczek”
Związki prebiotyczne mogły mieć pozaziemski zaczątek. Wnioski NASA z 2011 roku, opierające się na badaniach związanych z meteorytami znalezionymi na Ziemi, sugerują, że składowe DNA i RNA (adenina, guanina oraz związane z nimi cząsteczki organiczne) mogły powstać w przestrzeni kosmicznej.
W marcu 2015 roku naukowcy NASA podali informację, że po raz pierwszy zostały uformowane złożone związki organiczne DNA i RNA, m.in. uracyl, cytozyna i tymina. Dokonano tego w laboratorium w warunkach, jakie mają miejsce w przestrzeni kosmicznej, oraz użyto m.in. pirymidyny znalezionej w meteorytach. Pirymidyna, tak jak wielopierścieniowe węglowodory aromatyczne, bogate w węgiel związki chemiczne znalezione we Wszechświecie, według naukowców może powstawać w wybuchach czerwonych olbrzymów oraz w pyłach kosmicznych i chmurach gazowych.

## Warunki środowiska

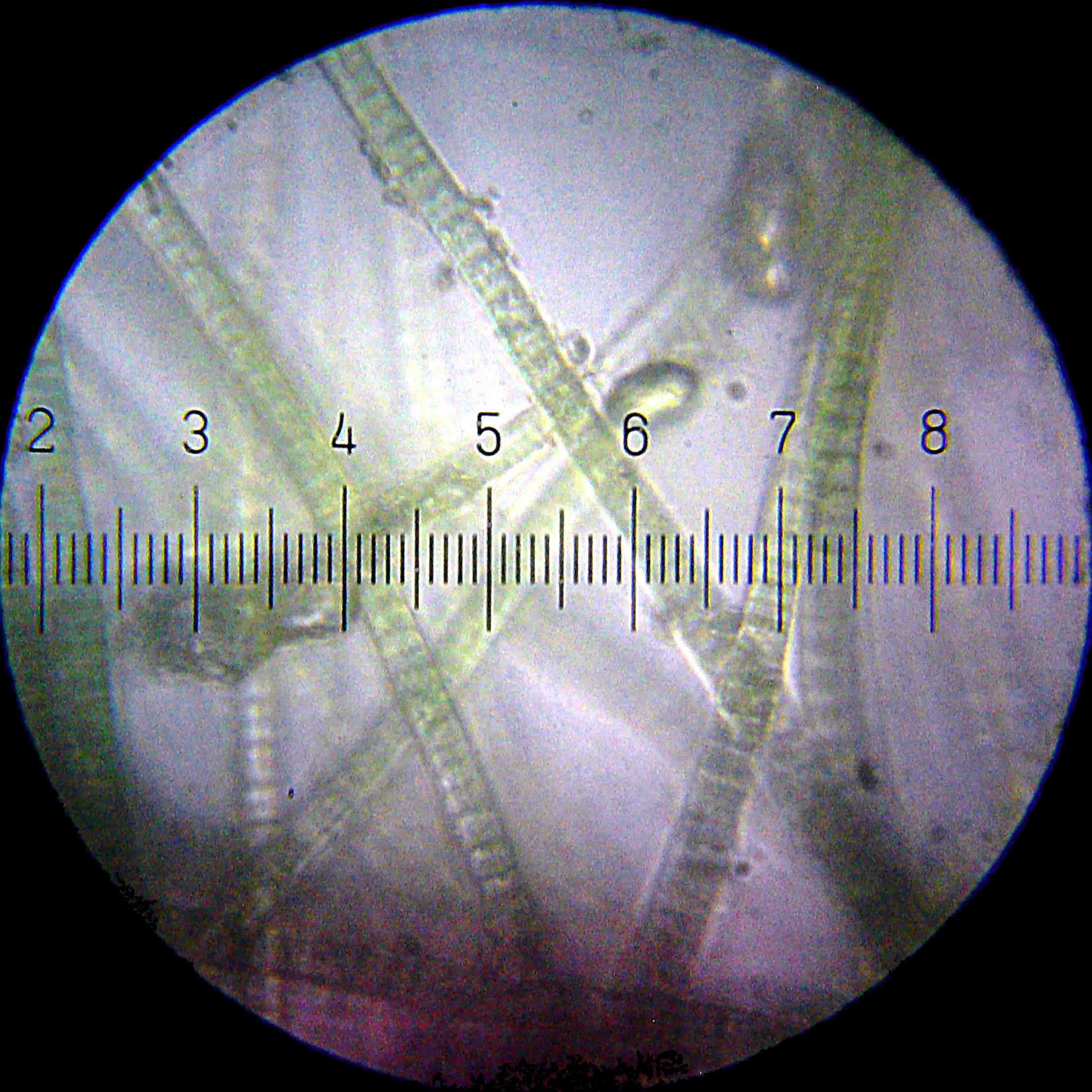
Sinice drastycznie zmieniły kompozycję form życiowych na Ziemi, prawie doprowadzając do wymarcia anaerobów

Różnorodność życia na Ziemi jest rezultatem wzajemnej zależności między genetyką, zdolnościami metabolicznymi, wyzwaniami środowiskowymi i symbiozą. Środowisko mieszkalne Ziemi przez większość swojego istnienia było zdominowane przez mikroorganizmy oraz poddane ich metabolizmowi i ewolucji. Jako konsekwencja tych czynności mikrobowych, fizyczno-chemiczne środowisko Ziemi zmieniało się w geologicznej skali czasu, tym samym wyznaczając ścieżkę ewolucji dalszego życia. Dla przykładu, uwolnienie tlenu cząsteczkowego przez sinice jako produkt uboczny fotosyntezy doprowadziło do globalnych zmian w środowisku Ziemi. Tlen był toksyczny dla większości organizmów żyjących w tym czasie na Ziemi, w związku z czym pojawiły się nowe wyzwania ewolucyjne. Ostatecznie doprowadziło to do powstania głównych gatunków zwierząt i roślin na Ziemi. Ten związek między organizmami i środowiskiem jest nieodłączną cechą systemów życiowych.
Wszystkie formy życiowe wymagają pewnych rdzennych pierwiastków chemicznych potrzebnych do funkcjonowania biochemicznego. Zaliczają się do nich: węgiel, wodór, azot, tlen, fosfor oraz siarka – pierwiastkowe makroelementy będące składnikami odżywczymi wszystkich organizmów. – często reprezentowane pod akronimem CHNOPS. Razem tworzą kwasy nukleinowe, proteiny i lipidy, z których składa się znaczna część żywej materii. Spośród sześciu wymienionych pierwiastków, pięć zawiera chemiczne składniki DNA – nie zawiera ich jedynie siarka, która jest składnikiem cysteiny i metioniny. Najbogatszym biologicznie pierwiastkiem jest węgiel, który posiada zdolność wielokrotnego tworzenia wiązań kowalencyjnych. Pozwala to opierającym się na węglu (organicznym) cząsteczkom tworzyć ogromną różnorodność związków chemicznych (ang. chemical arrangements).

### Zakres tolerancji
Niezbędnymi dla życia składnikami ekosystemu są: energia (światło słoneczne oraz energia chemiczna), woda, temperatura, atmosfera, grawitacja, składniki odżywcze oraz ochrona przed promieniowaniem ultrafioletowym. W wielu ekosystemach warunki zmieniają się w ciągu dnia, a także podczas zmiany pory roku. Aby żyć w tych ekosystemach, organizmy muszą potrafić przetrwać szereg warunków panujących w danym ekosystemie, zwanym „zakresem tolerancji”. Poza tymi ekosystemami, gdzie znajdują się „strefy fizjologicznego stresu”, warunki do przeżycia i rozmnażania są możliwe, lecz nie są optymalne. Poza tymi strefami znajdują się „strefy nietolerancji”, gdzie przeżycie i rozmnażanie organizmów jest niemożliwe lub mało prawdopodobne. Organizmy, które posiadają duży zakres tolerancji, są szerzej rozmieszczone niż organizmy z wąskim zakresem tolerancji.

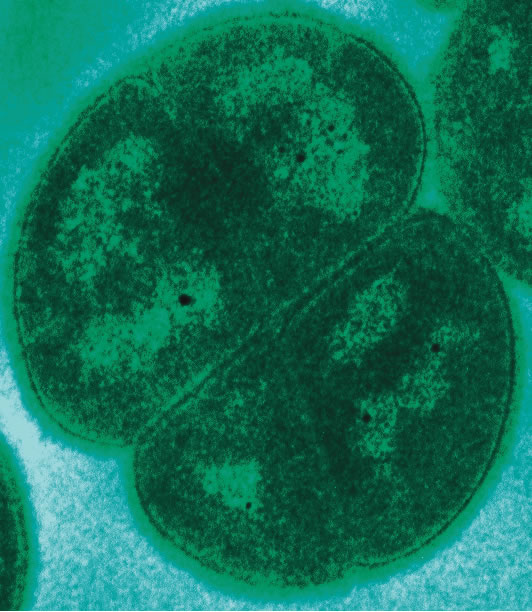
Deinococcus radiodurans to ekstremofil, który może stawiać opór ekstremalnej temperaturze, odwodnieniu, truciźnie oraz promieniowaniu jonizującemu

Aby przeżyć, wybrane mikroorganizmy mogą przyjmować formy, które umożliwią im przeciwstawić się przemrożeniu, całkowitemu odwodnieniu, wysokiemu ryzyku radiacyjnemu oraz innym wyzwaniom chemicznym i fizycznym. Te organizmy mogą przeżyć w tych warunkach tygodnie, miesiące, lata, a nawet całe wieki. Ekstremofile to mikrobiologiczne formy życia, które prosperują poza zakresami warunków, w których formy życia są powszechne. Podczas gdy wszystkie organizmy składają się z niemal identycznych cząsteczek, ewolucja umożliwiła tym mikrobom dostosować się do trudnych warunków. Wciąż trwa proces tworzenia opisu struktury i różnorodności metabolicznej społeczności mikrobiologicznych żyjących w tych ekstremalnych środowiskach
Mikrobowe formy życiowe żyją również w Rowie Mariańskim, najgłębszym rowie oceanicznym na Ziemi, oraz wewnątrz skał znajdujących się nawet do 580 m pod dnem morza, na głębokości 2600 m pod poziomem morza.
Badania nieustępliwości i wielofunkcyjności życia na Ziemi oraz zrozumienie układów cząsteczkowych wykorzystywanych przez niektóre organizmy w celu przeżycia to jedne z ważniejszych czynników wpływających na szukanie życia pozaziemskiego. Dla przykładu, porosty mogą przeżyć miesiąc w imitowanym marsjańskim środowisku.

## Forma i funkcja
Komórka to podstawowa jednostka struktury każdego żyjącego organizmu. Każda komórka powstaje w wyniku podziału wcześniejszej komórki. Teoria komórkowa została sformułowana we wczesnym XIX wieku przez Henriego Dutrochet, Theodora Schwanna, Rudolfa Virchowa i innych naukowców. Niedługo po jej utworzeniu teoria została szeroko zaakceptowana. Aktywność organizmu jest zależna od całkowitej aktywności jego komórek, wraz z przepływem energii zachodzącym wewnątrz oraz między nimi. Komórki zawierają dziedziczne informacje przenoszone w postaci kodu genetycznego podczas ich podziału.
Istnieją dwa podstawowe rodzaje komórek. Prokarionty nie posiadają jąder komórkowych oraz organelli komórkowych, lecz posiadają koliste DNA i rybosomy. Na prokarionty składają się dwie domeny: bakterie i archeony. Innym podstawowym rodzajem komórek są eukarionty, posiadające odrębne jądra komórkowe otoczone błoną komórkową oraz organelle (m.in. mitochondria, chloroplasty, lizosomy, retikulum endoplazmatyczne oraz wakuole). Oprócz tego, posiadają one zorganizowane chromosomy przechowujące materiał genetyczny. Wszystkie gatunki, na które składają się duże, złożone organizmy, to eukarionty – są to zwierzęta, kwiaty i grzyby, chociaż wiele gatunków eukariotów to protisty będące mikroorganizmami. Formalny model tłumaczy, że eukarionty ewoluowały z prokariontów, wraz z głównymi organellami eukariotów stworzonymi w trakcie endosymbiozy między bakteriami, a prekursorowymi komórkami eukariotycznymi.
Mechanizmy molekularne biologii komórkowej opierają się na białkach. Większość z nich jest syntezowana przez rybosomy w procesie biosyntezy białka. W komórkach eukariotycznych białka mogą być transportowane i przetwarzane w aparacie Golgiego, w ten sposób przygotowując je do wysłania ich do miejsca przeznaczenia.
Komórki rozmnażają się w procesie podziału komórek, w którym komórka rodzicielska dzieli się na dwie lub więcej komórek potomnych. U prokariontów podział komórek zachodzi w procesie schizogonii, w którym DNA jest replikowane. Następnie dwie kopie DNA są dołączane do fragmentów błony komórkowej. W przypadku eukariontów zachodzi bardziej złożony proces mitozy. Jego końcowy rezultat jest jednak taki sam; nowo powstałe kopie komórek są identyczne zarówno z komórką rodzicielską, jak i z każdą inną komórką (z wyjątkiem mutacji). W przypadku każdej z nich dochodzi do dalszego podziału.
Istnieje możliwość, że organizmy wielokomórkowe ewoluowały z kolonii składających się z takich komórek. Komórki te w wyniku adhezji mogą tworzyć grupy organizmów. Poszczególni członkowie kolonii mogą przeżyć samodzielnie, z kolei osobniki należące do prawdziwego wielokomórkowego organizmu posiadają specjalizacje, które powodują, że osobniki te są zależne od pozostałych komórek wchodzących w skład tego organizmu, bez których nie mogłyby przeżyć. W styczniu 2016 roku naukowcy podali informację, że ok. 800 mln lat temu w pojedynczej cząsteczce doszło do niewielkich zmian genetycznych, którym nadano nazwę GK-PID. Mogły one pozwolić organizmom przejść z organizmu jednokomórkowego do organizmu wielokomórkowego.
Komórki posiadają wyewoluowane metody, za pomocą których dostrzegają i reagują na swoje mikrośrodowisko, tym samym polepszając zdolność przystosowania się. Sygnalizacja komórkowa koordynuje aktywności komórkowe, tym samym regulując podstawowe funkcje organizmów wielokomórkowych. Sygnalizacja międzykomórkowa następuje w trakcie bezpośredniego kontaktu komórkowego, wykorzystując przy tym sygnalizację jukstakrynową (ang. juxtacrine signalling), lub pośrednio, w trakcie wymiany agentów, tak jak w układzie hormonalnym. W bardziej złożonych organizmach koordynacja aktywności może zachodzić dzięki układowi nerwowemu.

## Klasyfikacja organizmów
Pierwsza znana próba klasyfikacji organizmów została przeprowadzona przez greckiego filozofa Arystotelesa, który dokonał podziału wszystkich żyjących wówczas organizmów na zwierzęta i rośliny, opierając się głównie na ich zdolności poruszania się. Dokonał również podziału zwierząt na posiadające lub nieposiadające krwi (lub nieposiadające czerwonej krwi). Podział ten można dopasować do podziału na kręgowce i bezkręgowce. Arystoteles podzielił zwierzęta posiadające krew na pięć grup: żyworodne czworonogi (ssaki), jajorodne czworonogi (gady i płazy), ptaki, ryby oraz walenie. Nieposiadające krwi zwierzęta również zostały podzielone na pięć grup: głowonogi, skorupiaki, owady (zaliczały się do nich również pająki, skorpiony i pareczniki), posiadające skorupę (zaliczała się do nich większość mięczaków i szkarłupni) oraz zwierzokrzewy. Choć praca Arystotelesa posiadała pewne błędy, to była to największa biologiczna synteza, jaka do tego czasu powstała – wykorzystywana była w ciągu kolejnych wieków po jego śmierci.
Eksploracja Ameryki przyczyniła się do odkrycia ogromnej liczby nowych gatunków roślin i zwierząt, które wymagały opisu oraz sklasyfikowania. Pod koniec XVI oraz na początku XVII wieku miały miejsce szczegółowe badania nad zwierzętami, które miały posłużyć jako baza dla systemu klasyfikacyjnego organizmów. Pod koniec lat 40. XVIII wieku Karol Linneusz wprowadził swój system binominalnego nazewnictwa gatunków, będący częścią systemu klasyfikacyjnego organizmów. Linneusz starał się udoskonalić to dzieło i zmniejszyć długość wcześniej używanych wielowyrazowych nazw poprzez zniesienie niepotrzebnej retoryki, wprowadzenie nowych opisowych terminów oraz precyzyjne zdefiniowanie jego znaczenia. Konsekwentnie wykorzystując ten system, Linneusz oddzielił nazewnictwo od taksonomii.
Początkowo grzyby były zaliczane do roślin. Przez krótki czas Linneusz zaliczał je do zwierzęcego taksonu Vermes, jednak później ponownie zaliczył je do roślin. Herbert Faulkner Copeland zaliczył grzyby do stworzonego przez siebie królestwa Protoctista, w ten sposób częściowo unikając problemu, jednak mimo to nadał im specjalny status. Problem został ostatecznie rozwiązany przez Roberta Whittakera, który w swoim systemie sklasyfikował grzyby jako osobne królestwo. Historia życia na Ziemi pokazuje, że grzyby są bardziej zbliżone do zwierząt niż do roślin.
Nowe odkrycia, które umożliwiły bardziej szczegółowe badania nad komórkami i mikroorganizmami, przyczyniły się odkrycia nowych form życia oraz powstania nowych dziedzin biologii – biologii komórkowej oraz mikrobiologii. Nowo odkryte organizmy początkowo były zaliczane do pierwotniaków jako zwierzęta, oraz do plechowców jako rośliny, jednak później zostały połączone w królestwo protistów przez Ernsta Haeckela; w dalszym okresie dokonano przeklasyfikowania prokariontów na królestwo Monera, które później zostały podzielone na dwie oddzielne grupy – bakterie i archeony. Doprowadziło to do powstania nowego, składającego się z sześciu królestw systemu, oraz ostatecznie do powstania trzydomenowego systemu opartego na relacjach ewolucyjnych. Klasyfikacja eukariotów, w szczególności protistów, pozostaje jednak kontrowersyjna.
Podczas rozwoju mikrobiologii, biologii molekularnej oraz wirusologii dokonano odkrycia niekomórkowych agentów, którymi są m.in. wirusy i wiroidy. Mimo że są uważane za żywe, w przeszłości trwała dyskusja nad tym, czy organizmy te są rzeczywiście organizmami żywymi; wirusy nie posiadają części cech życiowych, m.in. posiadanie błony komórkowej, przechodzenie procesu metabolizmu, umiejętność rozwoju oraz reagowanie na otaczające je środowisko. Opierając się na genetyce oraz biologii, wirusy mogą być klasyfikowane jako gatunki, jednak wiele aspektów ich klasyfikacji jest kontrowersyjnych.
W latach 60. XX w. powstała metoda klasyfikacji zwana kladystyką, polegająca na przedstawianiu kladów w drzewie filogenetycznym.

## Życie pozaziemskie

Panspermia

Ziemia jest jedyną znaną planetą będącą siedliskiem życia. Innymi miejscami we Wszechświecie, które mogą być zamieszkane przez mikroorganizmy, jest wnętrze Marsa, atmosfera Wenus oraz oceany wewnątrz niektórych naturalnych satelitów i gazowych olbrzymów. W celu określenia, w jakich warunkach w systemach słonecznych może istnieć cywilizacja, używa się równania Drake’a.
Obszar wzdłuż ciągu głównego gwiazdy, który może być korzystny dla życia zamieszkującego planety posiadające warunki podobne do Ziemi, jest zwany ekosferą. Wewnętrzne i zewnętrzne promienie ekosfery różnią się między sobą jasnością emitowaną przez gwiazdę. Gwiazdy masywniejsze niż Słońce posiadają większą ekosferę, jednak pozostają w ciągu głównym w krótszym odstępie czasowym. W przypadku czerwonych karłów ma jednak miejsce zupełnie inny problem – ich ekosfera jest mniejsza, przez co jest przedmiotem większej aktywności słonecznej oraz efektów obrotu synchronicznego pobliskich orbit. Dlatego wśród gwiazd o pośredniej masie (np. Słońce) istnieje większe prawdopodobieństwo rozwoju form życiowych podobnych do tych zamieszkujących Ziemię. Położenie gwiazdy w galaktyce również może mieć wpływ na wielkość prawdopodobieństwa występowania form życiowych. Gwiazdy znajdujące się w regionach obfitych w pierwiastki ciężkie, z których mogą powstawać planety, w zestawieniu z niskim współczynnikiem występowania supernowych, mogących niszczyć siedliska życia, są uważane za posiadające większe prawdopodobieństwo występowania wokół nich planet zamieszkanych przez złożone formy życiowe.

## Śmierć

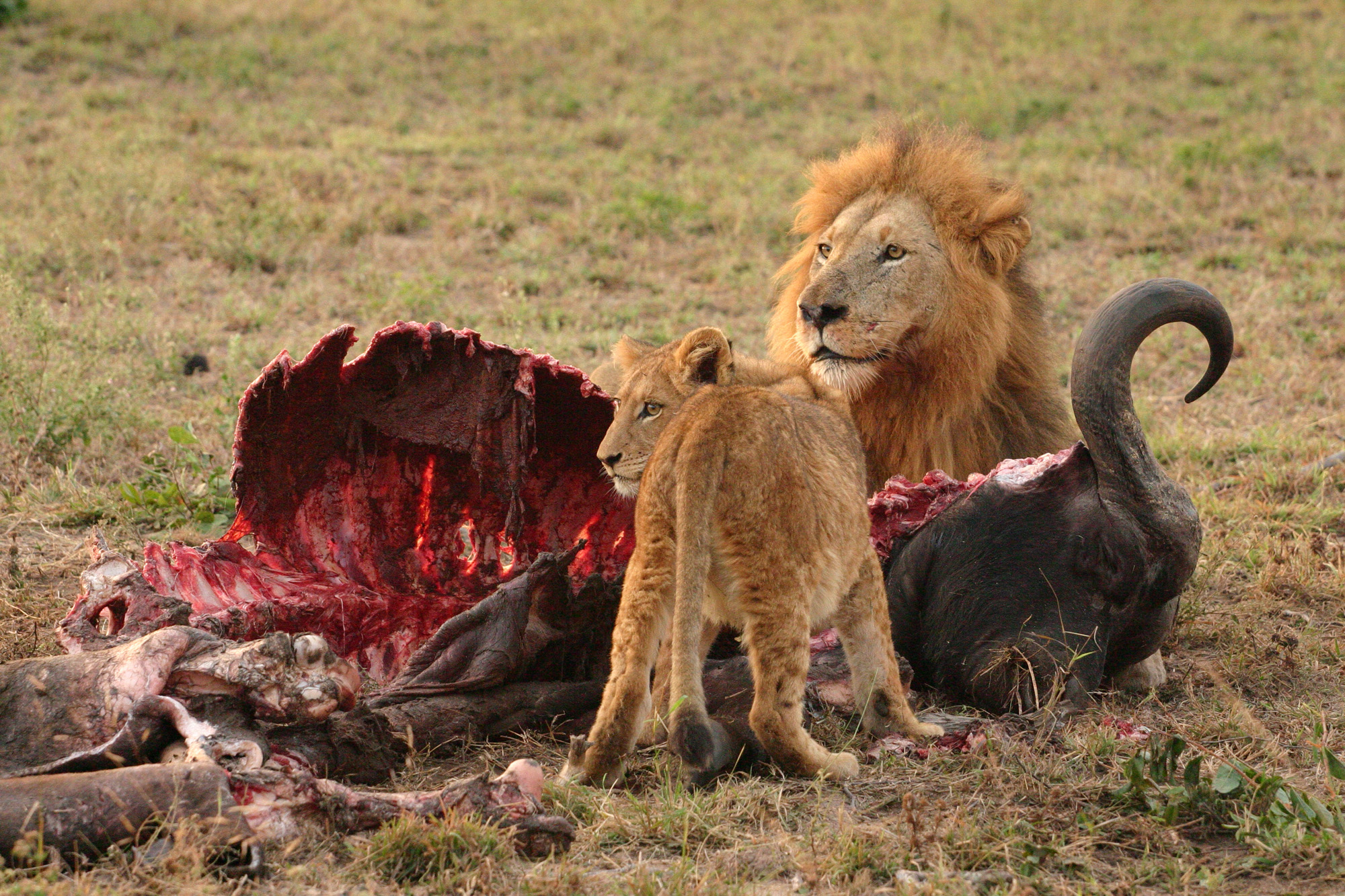
Ciała zwierząt (m.in. przedstawionego na zdjęciu bawołu afrykańskiego) są przetwarzane przez ekosystem, dostarczając tym samym energię oraz substancje odżywcze organizmom żywym

Śmierć to permanentne wygaśnięcie wszystkich czynności życiowych i procesów życiowych w organizmie lub komórce. Może ona wystąpić w wyniku wypadku, katastrofy, choroby, zależności międzygatunkowych, niedożywienia, zatrucia, starzenia się lub samobójstwa. Po śmierci organizmu, jego szczątki wchodzą w skład cyklu biogeochemicznego. Organizm może zostać spożyty przez drapieżnika lub padlinożercę – pozostały materiał organiczny może następnie zostać szerzej rozłożony przez detrytusożerców (organizmy przetwarzające detrytus), zwracając go środowisku na ponowny użytek w łańcuchu pokarmowym.
Jednym z problemów w zdefiniowaniu śmierci jest różnica między śmiercią a życiem. Śmierć wydaje się odwoływać zarówno do momentu, w którym kończy się życie, jak i do momentu, w którym rozpoczyna się stan następujący po zakończeniu życia. Ustalenie, kiedy następuje śmierć, wymaga określenia konceptualnej granicy między życiem a śmiercią. Jest to problematyczne, ponieważ nie istnieje zgoda w kwestii tego, jak zdefiniować życie. Natura śmierci przez tysiąclecia była źródłem niepokoju tradycji religijnych oraz dochodzeń filozoficznych. Wśród wielu religii istnieje wiara w życie pozagrobowe, reinkarnację duszy lub zmartwychwstanie ciała.
Wymieranie to proces, w którym umiera grupa taksonów lub gatunków, tym samym zmniejszając bioróżnorodność. Moment wyginięcia gatunku na ogół jest uznawany za moment, w którym umiera ostatni jego przedstawiciel. Ustalenie tego momentu jest trudne, ponieważ zasięg występowania danego gatunku może być bardzo duży, w związku z czym wykonuje się je po określonym czasie jego nieobecności. Gatunki mogą wymierać w wyniku braku umiejętności do przeżycia w zmieniającym się siedlisku lub poprzez przegraną z przewyższającą je konkurencją. W całej historii Ziemi wyginęło około 99% kiedykolwiek zamieszkujących ją gatunków. Możliwe jednak, że masowe wymierania mogą wywierać wpływ na prędkość, z jaką dochodzi do ewolucji życia, tworząc szanse dla nowych grup organizmów do rozwoju i ewoluowania.
Skamieniałości to zachowane szczątki lub ślady zwierząt, roślin i innych organizmów, pochodzące z dalekiej przeszłości. Ogół skamieniałości, zarówno odnalezionych, jak i nieodnalezionych, oraz ich rozmieszczenie w posiadających je formacjach skalnych i pokładach osadowych (warstwach), jest nazywany zapisem kopalnym. Zachowane próbki są określane jako skamieniałości, jeśli ich wiek wynosi więcej niż 10 tysięcy lat. W związku z tym najmłodsze skamieniałości pochodzą z początku epoki holocenu, natomiast najstarsze z eonu archaiku, do 3,4 miliarda lat.

## Sztuczne życie
Sztuczne życie to dziedzina nauki mająca na celu badanie systemów odnoszących się do życia, jego procesów, oraz jego ewolucji za pomocą symulacji wykonywanych przy użyciu symulacji komputerowych, robotyki i biochemii. Badania sztucznego życia imitują tradycyjną biologię, odtwarzając niektóre aspekty zjawisk biologicznych. Naukowcy badają logikę systemów życiowych, tworząc sztuczne środowiska – w ten sposób starają się zrozumieć złożone przetwarzanie informacji, które określają te systemy.
Biologia syntetyczna to dział biotechnologii, który stanowi połączenie nauki i bioinżynierii. Jej celem jest projektowanie i tworzenie nowych funkcji biologicznych i systemów, które nie znajdują się w przyrodzie. Biologia syntetyczna obejmuje redefinicję oraz rozwój biotechnologii, wraz z celami takimi jak bycie zdolnym do projektowania i tworzenia biologicznych systemów inżynieryjnych, które przetwarzają informacje, wytwarzają materiały i struktury, produkują energię, dostarczają żywność oraz utrzymują i wzmacniają ludzkie zdrowie i środowisko.

## Poglądy na istotę życia

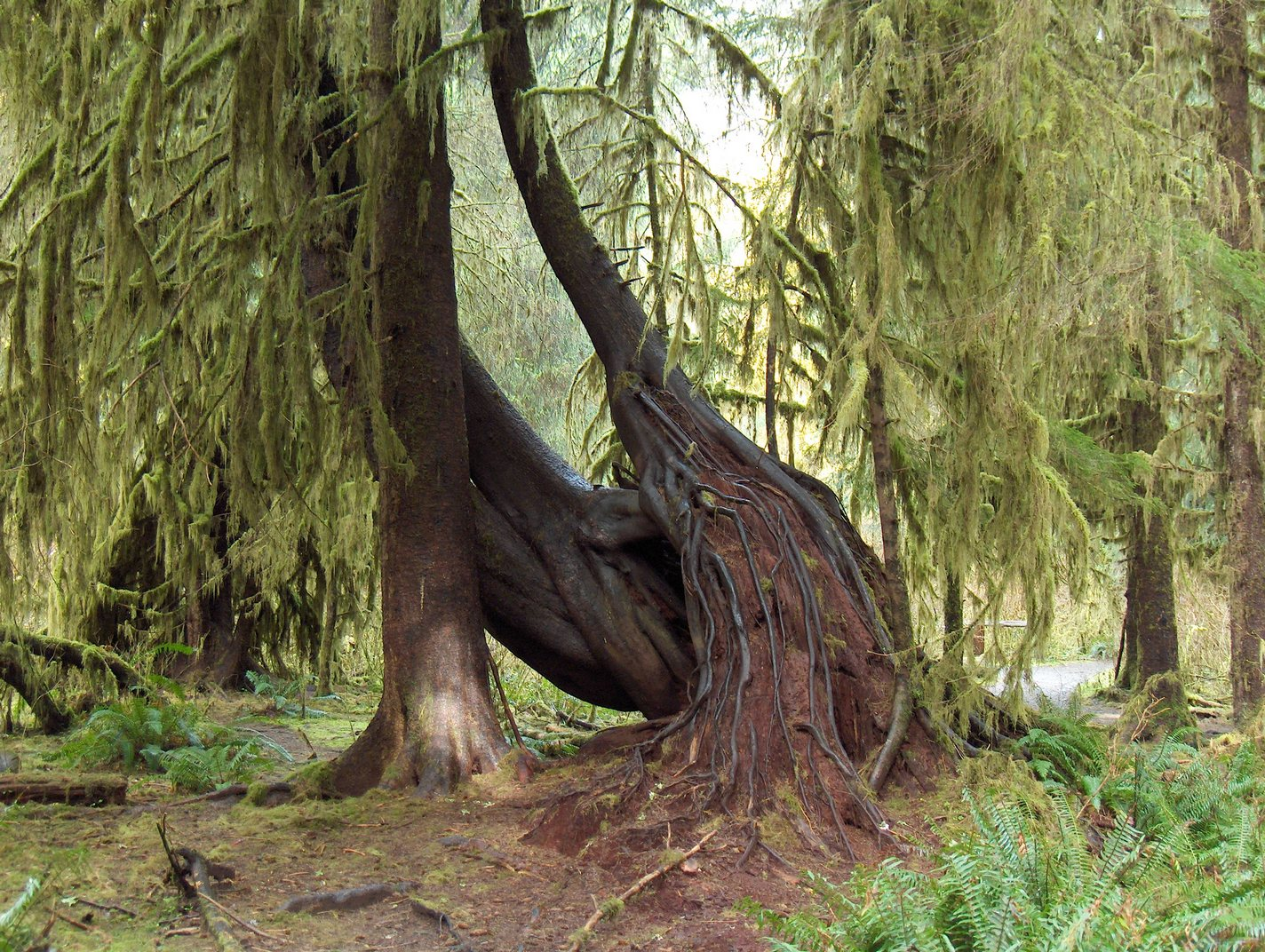
Roślinność lasu deszczowego Hoh

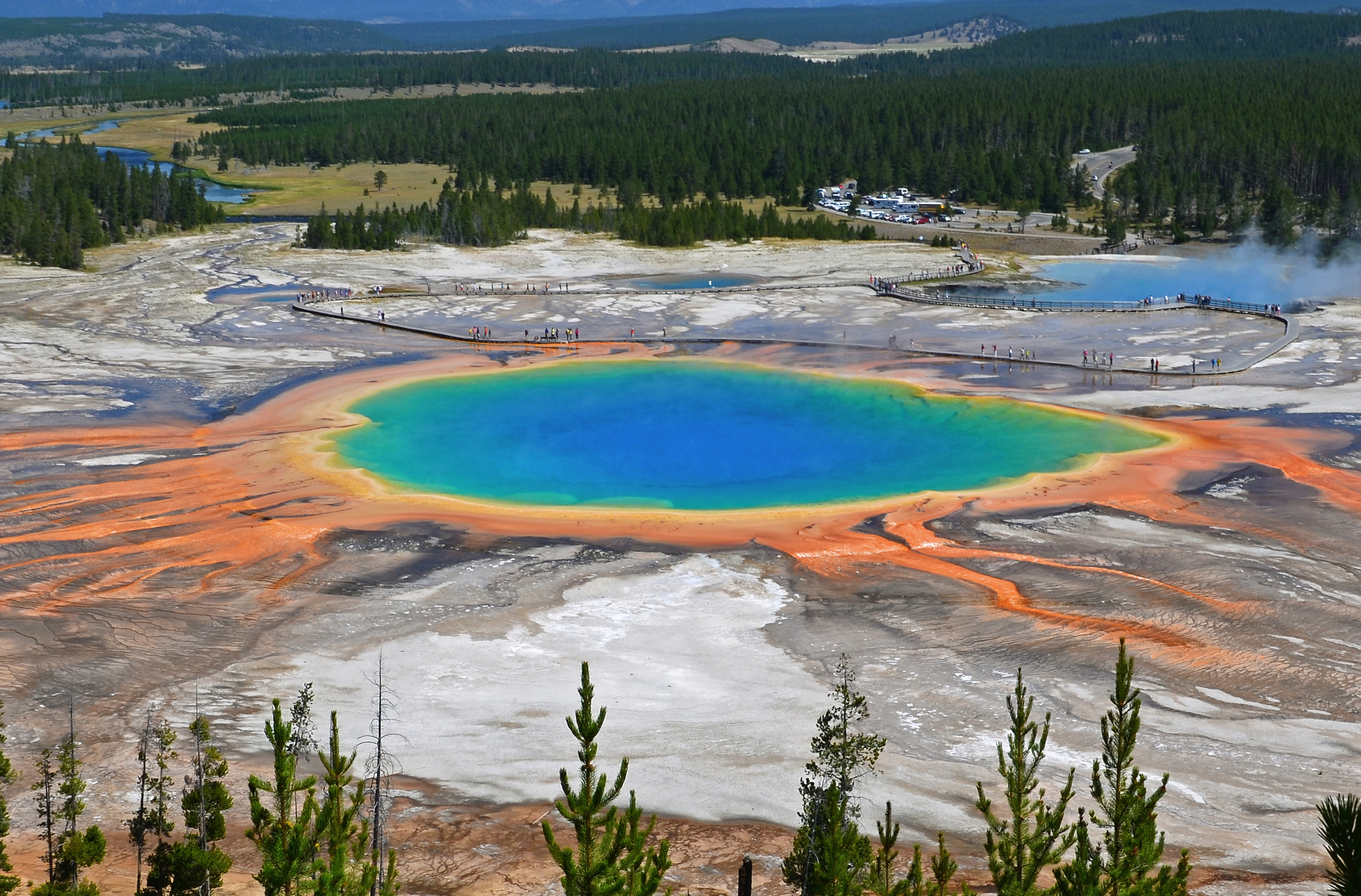
Grand Prismatic Spring w Parku Narodowym Yellowstone

Wśród poglądów na istotę życia można wyróżnić następujące teorie:

### Materializm
Jednym z najstarszych poglądów jest materializm, według którego wszystko składa się z materii, a życie jest jedynie jej złożoną formą. Empedokles argumentował, że każdy obiekt we Wszechświecie składa się z kombinacji czterech żywiołów lub korzeni: ziemi, wody, powietrza i ognia – wyjaśniają one wszystkie zachodzące zmiany. Wszystkie formy życia, oraz ich różnorodność, powstały przez mieszaniny tych żywiołów .
Demokryt uważał, że podstawową cechą życia jest posiadanie duszy (psyche). Tak jak w przypadku innych starożytnych pisarzy, Demokryt próbował wyjaśnić, co sprawia, że dana istota jest żywa. Tłumaczył on, że ogniste atomy wspólnie tworzą duszę, dokładnie w ten sam sposób, w jaki atomy i pustka tworzą każdy inny obiekt. Demokryt wypowiadał się na temat ognia ze względu na widoczny związek pomiędzy życiem a ciepłem, oraz ze względu na ruch ognia .
Materializm mechanistyczny, powstały w starożytnej Grecji, został odrodzony oraz skorygowany przez francuskiego filozofa Kartezjusza, który twierdził, że zwierzęta i ludzie byli grupą części, które razem funkcjonowały jak maszyna. Teoria ewolucji, stworzona w 1859 roku przez Karola Darwina, jest mechanistycznym wyjaśnieniem powstawania gatunków za pomocą doboru naturalnego.

### Hilemorfizm
Hilemorfizm to teoria stworzona przez Arystotelesa, według której każdy byt jest kombinacją formy i materii. Jednym z głównych zainteresowań Arystotelesa była biologia – ok. 1/4 jego Corpus Aristotelicum to dzieła biologiczne. Jedno z nich tłumaczy, że każdy byt w materialnym Wszechświecie składa się z materii i formy, a formą żyjącego bytu jest dusza. Istnieją trzy rodzaje dusz: dusza wegetatywna (u roślin; dzięki niej rosną, przekwitają i odżywiają się, jednak nie powodują u niej ruchu oraz uczuć), dusza zwierzęca (dzięki niej zwierzęta poruszają się i posiadają uczucia) oraz dusza rozumna (źródło świadomości i rozumowania, które (według Arystotelesa) posiada tylko człowiek). Każda wyższa dusza posiada cechy niższej duszy. Arystoteles uważał, że skoro materia nie istnieć bez formy, tak forma nie może istnieć bez materii, dlatego dusza nie istnieć bez ciała.
Teoria Arystotelesa jest spójna z teleologicznymi wyjaśnieniami życia, które tłumaczą zjawiska w kategoriach celu oraz ukierunkowania na cel – dlatego np. biel pokrywająca futro białego niedźwiedzia jest tłumaczona pod względem celowości jego kamuflażu. Kierunek przyczynowości (od przeszłości do przyszłości) zaprzecza naukowemu dowodowi naturalnej selekcji, który wyjaśnia konsekwencję z punktu widzenia poprzedniej przyczyny. Cechy biologiczne nie są opisywane poprzez opisanie jej optymalnego rezultatu, lecz poprzez opisanie historii ewolucji gatunku, co doprowadziło do naturalnej selekcji cech, o których mowa.

### Witalizm
Witalizm to hipoteza stworzona przez Georga Ernsta Stahla, według której zasada życiowa jest niematerialna. Witalizm był uznawany do połowy XX w. m.in. przez filozofów Henriego Bergsona, Friedricha Nietzsche, Wilhelma Diltheya, anatoma Marie François Xaviera Bichata oraz chemika Justusa von Liebiga. Do witalizmu zaliczają się również myśl, że miała miejsce zasadnicza różnica między materiałem organicznym a nieorganicznym, oraz przekonanie, że materiał organiczny może pochodzić wyłącznie od istot żywych. Przekonanie to zostało obalone w 1826 roku, kiedy Friedrich Wöhler stworzył mocznik z materiału nieorganicznego. Ta synteza Wöhlera jest uważana za początek nowoczesnej chemii organicznej. Synteza ta ma historyczne znaczenie, ponieważ po raz pierwszy związek organiczny został stworzony w reakcjach nieorganicznych.
W latach 50. XIX w. Hermann von Helmholtz zademonstrował, że podczas ruchu mięśni nie zostaje utracona energia, i zasugerował, że do poruszania mięśniami nie są potrzebne żadne siły witalne. Wyniki te doprowadziły do porzucenia naukowych zainteresowań teoriami witalistycznymi, chociaż wciąż uznawane są teorie pseudonaukowe takie jak homeopatia, która interpretuje choroby spowodowane przez zaburzenia sił witalnych i życiowych.
Istoty żywe różnią się w sposób zasadniczy od ciał nieożywionych i podlegają działaniu swoistych praw, niezależnych od praw fizyki i chemii; procesy życiowe zależą od swoistej siły życiowej (vis vitalis), rozumianej przyrodniczo lub pozaprzyrodniczo (entelechia Arystotelesa, élan vital Bergsona) – obecnie pogląd ten nie jest otwarcie prezentowany w nauce.

### Mechanicyzm (redukcjonizm)
Wszystkie zjawiska związane z życiem można sprowadzić (zredukować) do tych samych praw fizyki i chemii, które rządzą materią nieożywioną (zob. chemoton).

Z redukcjonizmem związane jest tzw. podejście substratowe, wiążące zjawisko życia ze swoistymi rodzajami związków chemicznych, stanowiących podłoże (substrat) procesów życiowych: 

Życie jest to sposób istnienia ciał białkowych.

Wszystkie właściwości istot żywych można bezpośrednio wiązać ze strukturą makrocząsteczek dwóch klas – białek globularnych i kwasów nukleinowych.

Życie na poziomie najniższym jest niezależne od wszelkich charakterystycznych form. Jego siedzibą jest protoplazma – substancja określona przez swój skład chemiczny, a nie przez formę.

Życie związane jest z pewną substancją, określoną przez swoją naturę chemiczną – jest nią protoplazma.

### Komplemetaryzm (emergentyzm)
Układy fizyczne mogą występować na różnych poziomach organizacji; na wyższych poziomach rządzą nimi, oprócz praw właściwych dla poziomów niższych, uzupełniające je prawa, swoiste dla danego poziomu (komplementarne); w odniesieniu do układów żywych, na wyższych poziomach organizacji życia, obowiązują, oprócz praw fizycznych i chemicznych, swoiste prawa biologiczne, a oprócz przemian fizycznych i reakcji chemicznych, zachodzą swoiste procesy (zjawiska) biologiczne.
Z emergentyzmem związane jest podejście systemowe, oparte na założeniu, że właściwości układu jako całości są wynikiem nie tylko właściwości jego elementów, ale struktury układu (np. chemoton):

Problem życia jest problemem organizacji, nie istnieje żadna żywa substancja, tylko żywe organizmy.

Wyrażenie „żywa materia” powinno oznaczać nie specjalny rodzaj materii ani nawet materię specjalnie uporządkowaną, lecz materię, która utrzymuje się w określonej relacji do żywych organizmów. W tym sensie można nawet powiedzieć, że to organizm nadaje życie materii, a nie odwrotnie, że materia żywa nadaje życie organizmowi.

Życie (...) nie jest (...) właściwością jakiegoś specjalnego związku chemicznego – np. białka lub kwasu nukleinowego – ale cechą specyficznej organizacji systemów żywych. Dlatego zwrot „materia ożywiona” jest niepoprawny – powinno się mówić: żywy system materialny.

W komórce nie ma nic żywego prócz całej komórki.

## Poziomy organizacji układów związanych z życiem
Biologia tradycyjnie wyróżnia kilka poziomów organizacji układów związanych ze zjawiskiem życia. Wiążą się z nimi poszczególne nauki biologiczne, różniące się przedmiotem badań i metodologią. Zwykle wyróżnia się następujące poziomy organizacji i odpowiadające im nauki biologiczne:
1. Subkomórkowy („części składowych komórki”[206], „zorganizowanej materii organicznej”[207]), przedmiot badań biologii molekularnej; obejmuje poziom molekularny (związków chemicznych, w tym szczególnie białek i kwasów nukleinowych, badany także przez biofizykę i biochemię) i poziom struktur subkomórkowych oraz wirusów. Chociaż na poziomie molekularnym opis zjawisk można sprowadzić do praw fizyki i chemii (tak bada ten poziom biofizyka i biochemia), to molekuły białek i kwasów nukleinowych mają szczególnie duże rozmiary i różnorodność. Wchodzą one w skład struktur wyższego rzędu, które są z kolei elementami struktur bardziej złożonych. Istnieje hierarchia struktur o rosnącej organizacji (np. cząsteczka DNA – chromosom – jądro komórkowe). Hierarchii struktur odpowiada hierarchia funkcji – wzajemna kontrola i zależność procesów fizycznych i chemicznych. Integracja funkcji nie jest jednak całkowita i nie możemy nazwać struktur (układów) tego poziomu żywymi[208]. Struktury subkomórkowe nie funkcjonują poza strukturą komórki. Pewnym wyjątkiem są tu mitochondria, które funkcjonują po wyizolowaniu z komórki i umieszczeniu w odpowiednich warunkach oraz chloroplasty, które nie tylko funkcjonują w takich warunkach, ale nawet udało się przeprowadzić ich jednorazowy podział[206].
2. Komórkowy[206] (organizmu jednokomórkowego[208]), przedmiot badań biologii komórki – cytologii. Na tym poziomie zachodzi pełna integracja funkcji i pojawiają się typowe właściwości organizmu żywego (kryteria życia)[208]. Komórka jest więc najprostszą jednostką życia, najprostszym żywym integronem[209]. Mogą więc istnieć i istnieją organizmy jednokomórkowe.
3. Organizmu wielokomórkowego[206] – układu złożonego z wielu (nieraz miliardów) komórek, tworzących morfologiczną i funkcjonalną całość[208] (integron), uporządkowanych w takie podukłady jak tkanki (podpoziom tkankowy, przedmiot badań histologii), narządy i układy narządów (przedmiot badań anatomii i fizjologii).
4. Ponadorganizmalny (ponadosobniczy[208]) – obejmujący takie układy (integrony), jak stado, populacja, biocenoza i planetarny system żywy, czyli biosfera (geobiocenoza)[208], przedmiot badań ekologii, genetyki populacji, socjobiologii, ewolucjonizmu.

Termin „życie” może odnosić się do zespołu procesów czy właściwości na poziomie komórki, organizmu (osobnika) – „życie zwierzęcia, rośliny”, jak i na poziomie ponadosobniczym, aż do biosfery włącznie – „życie na Ziemi”.
Przerwanie procesów życiowych jednostki morfologiczno-funkcjonalnej (integronu) danego poziomu, nie przerywa bezpośrednio procesów życiowych na innych poziomach. Np. śmierć organizmu wielokomórkowego (rozpad integronu) nie oznacza natychmiastowej śmierci narządów (możliwy jest przeszczep), a następujący po pewnym czasie rozpad funkcjonalny (śmierć) narządu nie oznacza śmierci komórek wchodzących w jego skład (możliwa jest hodowla tkanek). Śmierć poszczególnych komórek, wchodzących w skład organizmu wielokomórkowego nie musi oznaczać jego śmierci, śmierć poszczególnych organizmów nie musi oznaczać śmierci populacji.

### Trzy systemy
Organizmy żywe są bez wyjątku złożone z trzech wzajemnie powiązanych podsystemów:
1. systemu metabolicznego – zapewniającego autonomię energetyczną
2. systemu informacyjnego – zapewniającego regulację i sterowanie
3. systemu kompartmentalizacyjnego – zapewniającego wyodrębnienie ze świata zewnętrznego.

### Trzy poziomy organizacji
Podsystemy te możemy wyróżnić na trzech poziomach organizacyjnych związanych z życiem:
1. komórkowym:
  1. system metaboliczny: autokatalityczne procesy biochemiczne komórki
  2. system informacyjny: DNA i mechanizm ekspresji genów
  3. system kompartmentalizacyjny: błona komórkowa, ściana komórkowa, cytoszkielet
2. organizmalnym:
  1. system metaboliczny: układ pokarmowy, układ oddechowy, układ krążenia
  2. system informacyjny: układ nerwowy i układ hormonalny
  3. system kompartmentalizacyjny: skóra, układ odpornościowy, układ mięśniowo-kostny
3. ponadorganizmalnym:
  1. system metaboliczny: systemy wymiany żywności, polowanie grupą
  2. system informacyjny: systemy sygnałów międzyosobniczych, hierarchia społeczna, systemy feromonalne
  3. system kompartmentalizacyjny: terytoria i granice.

Niektóre formy życia występują tylko na poziomie pierwszym (organizmy jednokomórkowe), niektóre na pierwszym i drugim poziomie (organizmy wielokomórkowe), a niektóre na wszystkich trzech poziomach (wielokomórkowe organizmy społeczne).
Podstawowym poziomem organizacji życia jest poziom komórkowy.

## Wirusy

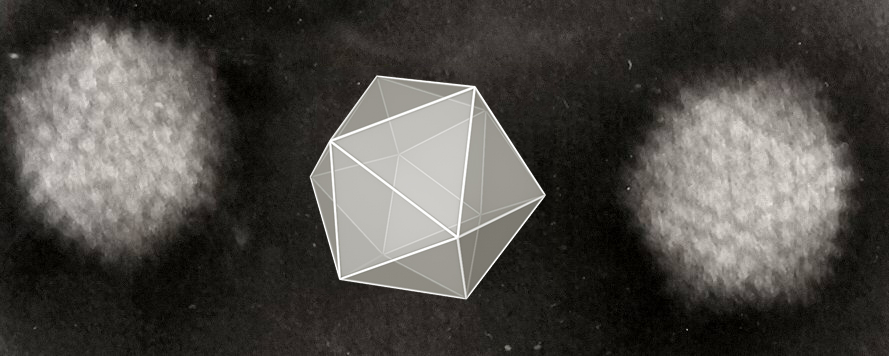
Ikosaedralna struktura adenowirusa

Odpowiedź na pytanie czy wirusy są żywe? zależy od przyjętej definicji życia. W świetle powyższych 'biologicznych' definicji wirusy jako indywidualne osobniki, nie są ożywione. Wirusy podlegają jednak procesowi ewolucji, mają zdolność do namnażania się i zmienności, dlatego stanowią część procesu życia na Ziemi.
Wirusy częściej są postrzegane jako replikatory niż jako formy życia. Są często opisywane jako „organizmy na krawędzi życia”, ponieważ posiadają geny, ewoluują poprzez selekcję naturalną oraz replikują się poprzez wielokrotne kopiowanie samych siebie dzięki samoorganizacji. Jednakże wirusy nie metabolizują i potrzebują komórki gospodarza do tworzenia nowych produktów. Samowystarczalny wirus w komórce gospodarza posiada implikacje w badaniach nad pochodzeniem życia, w związku z czym istnieje hipoteza, że życie powstało jako samozorganizowana cząsteczka organiczna.